# 西村京太郎の著作一覧
西村京太郎の著作一覧（にしむらきょうたろうのちょさくいちらん）では、推理作家・西村京太郎の著作一覧を示す。

## 概要
- 刊行された書籍名を年代別で記載している。未発表小説は記載していない。
- 内容が同じで題名のみ変更されて刊行されているものは、同じ作品扱いとする。
- 長編で上下巻が存在するものは、上下巻を合わせて1冊として数える。
- 短編集については、もとの短編集に1作ないし2作を加えて、改題・再出版されることがあるが、ここでは同一著作として扱わない。
  - 36冊目の『カードの城』は短編「行き先のない切符」を加えているが、実質的には『南神威島』の改題である。
  - 71冊目の『行先のない切符』は短編「夜の殺人者」「鳩」を加えているが、実質的には『カードの城』の改題である。
- 西村京太郎は、速筆かつ多作で有名であり、2012年3月に刊行された『十津川警部秩父SL・三月二十七日の証言』でオリジナルの著作は500冊を突破。2015年2月に刊行された『東京と金沢の間』で550冊を突破。そして2017年12月に刊行された『北のロマン 青い森鉄道線』で600冊を突破した。西村の死後、文藝春秋社が2022年4月に発行した『文春ムック 西村京太郎の推理世界』によると、西村が生前に出版した単行本の数は647冊とされる。また、これに加えて死後も2冊の新刊が出版されている。
- 西村は30代の前期から作家活動を続けているが、著作の90パーセント以上は50歳を過ぎてから（1981年以降）刊行されたものであり、作家としては大器晩成型の部類に入る。
- 西村は日本国内屈指の多作家でありながらも、執筆の際にワープロやパソコンを使用することはなく、91歳で死去するまで小説の原稿は全て手書きで書いていた。

|             | 到達までの期間                  | 到達までの日数 |
| ----------- | ------------------------------- | -------------- |
| 1 - 100冊   | 1964年3月20日 - 1985年12月15日  | 7940日         |
| 101 - 200冊 | 1985年12月20日 - 1992年11月30日 | 2537日         |
| 201 - 300冊 | 1992年12月5日 - 2000年7月20日   | 2784日         |
| 301 - 400冊 | 2000年7月25日 - 2006年5月25日   | 2130日         |
| 401 - 500冊 | 2006年7月25日 - 2012年3月10日   | 2055日         |
| 1 - 500冊   | 1964年3月20日 - 2012年3月10日   | 17522日        |
| 501 - 600冊 | 2012年3月20日 - 2017年12月31日  | 2112日         |

## 著作一覧

### 1960年代
| 刊 行 順 | 書名                     | 初版発行日     | 出版社       | 備考                                                               |
| -------- | ------------------------ | -------------- | ------------ | ------------------------------------------------------------------ |
| 1        | 四つの終止符             | 1964年3月20日  | 文藝春秋新社 |                                                                    |
| 2        | 天使の傷痕               | 1965年8月15日  | 講談社       | 第11回江戸川乱歩賞受賞。受賞時は「事件の核心」（出版に際して改題） |
| 3        | D機関情報                | 1966年6月25日  | 講談社       |                                                                    |
| 4        | 太陽と砂                 | 1967年8月20日  | 講談社       | 内閣総理大臣賞受賞                                                 |
| 5        | おお21世紀               | 1969年11月25日 | 春陽堂書店   |                                                                    |
| 5        | 21世紀のブルース（改題） | 1986年4月25日  | 角川書店     |                                                                    |

### 1970年代
| 刊 行 順 | 書名                           | 初版発行日     | 出版社         | 備考 |
| -------- | ------------------------------ | -------------- | -------------- | --- |
| 6        | 南神威島                       | 1970年5月20日  | 自費出版       | 短編集「南神威島」「幻想の夏」「手を拍く猿」「カードの城」「刑事」 |
| 7        | ある朝 海に                    | 1971年3月20日  | 光文社         | |
| 8        | 名探偵なんか怖くない           | 1971年5月20日  | 講談社         | |
| 9        | 脱出                           | 1971年8月20日  | 光文社         | |
| 10       | 悪への招待                     | 1971年8月24日  | 講談社         | |
| 11       | 汚染海域                       | 1971年9月28日  | 毎日新聞社     | |
| 12       | 殺しの双曲線                   | 1971年11月15日 | 実業之日本社   | |
| 13       | マンション殺人                 | 1971年12月10日 | 青樹社         | |
| 14       | 殺意の設計                     | 1972年4月10日  | 弘済出版社     | |
| 15       | ハイビスカス殺人事件           | 1972年4月28日  | サンケイ新聞社 | |
| 16       | 名探偵が多すぎる               | 1972年5月22日  | 講談社         | |
| 17       | 伊豆七島殺人事件               | 1972年8月10日  | 光文社         | |
| 18       | 鬼女面殺人事件                 | 1973年3月15日  | 毎日新聞社     | |
| 19       | 殺人者はオーロラを見た         | 1973年5月30日  | サンケイ新聞社 | |
| 20       | 赤い帆船                       | 1973年8月15日  | 光文社         | |
| 21       | 名探偵も楽じゃない             | 1973年12月8日  | 講談社         | |
| 22       | 日本ダービー殺人事件           | 1974年5月25日  | 産報出版       | |
| 23       | おれたちはブルースしか歌わない | 1975年3月24日  | 講談社         | |
| 24       | 消えたタンカー                 | 1975年4月30日  | 光文社         | |
| 25       | 幻奇島                         | 1975年5月15日  | 毎日新聞社     | |
| 26       | 聖夜に死を                     | 1975年12月10日 | 徳間書店       | |
| 27       | 消えた巨人軍                   | 1976年4月10日  | 徳間書店       | |
| 28       | 消えた乗組員                   | 1976年5月20日  | 光文社         | |
| 29       | 殺しのバンカーショット         | 1976年8月20日  | 日本文華社     | |
| 30       | 名探偵に乾杯                   | 1976年9月8日   | 講談社         | |
| 31       | 血ぞめの試走車                 | 1977年2月5日   | 日本文華社     | |
| 32       | 華麗なる誘拐                   | 1977年3月5日   | 徳間書店       | |
| 33       | 七人の証人                     | 1977年5月25日  | 実業之日本社   | |
| 34       | 発信人は死者                   | 1977年11月25日 | 光文社         | |
| 35       | ゼロ計画を阻止せよ             | 1977年12月30日 | 徳間書店       | |
| 36       | カードの城                     | 1978年2月20日  | 新評社         | 短編集「南神威島」「幻想の夏」「手を拍く猿」「カードの城」「刑事」「行き先のない切符」 |
| 37       | 炎の墓標                       | 1978年2月24日  | 講談社         | |
| 38       | ダービーを狙え                 | 1978年4月10日  | 双葉社         | |
| 38       | 現金強奪計画（改題）           | 1981年12月25日 | 集英社         | |
| 39       | 盗まれた都市                   | 1978年4月10日  | 徳間書店       | |
| 40       | 寝台特急殺人事件               | 1978年10月30日 | 光文社         | |
| 41       | イヴが死んだ夜                 | 1978年11月25日 | 集英社         | |
| 42       | 真夜中の構図                   | 1979年7月25日  | 集英社         | |
| 43       | 一千万人誘拐計画               | 1979年8月10日  | 立風書房       | 短編集「受験地獄」「第二の標的」「一千万人誘拐計画」「白い殉教者」「天国に近い死体」 |
| 44       | 夜間飛行殺人事件               | 1979年8月10日  | 光文社         | |
| 45       | 11の迷路                       | 1979年8月16日  | 講談社         | 短編集「密告」「二一・〇〇時に殺せ」「美談崩れ」「オートレック号の秘密」「アカベ・伝説の島」「変身願望」「回春連盟」「隣人愛」「アンドロメダから来た男」「チャリティゲーム」「殺しへの招待」 |
| 46       | 黄金番組殺人事件               | 1979年9月10日  | 徳間書店       | |

### 1980年代
| 刊 行 順 | 書名                            | 初版発行日     | 出版社       | 備考 |
| -------- | ------------------------------- | -------------- | ------------ | --- |
| 47       | 黙示録殺人事件                  | 1980年1月20日  | 新潮社       | |
| 48       | けものたちの祝宴                | 1980年5月30日  | 徳間書店     | |
| 49       | 終着駅殺人事件                  | 1980年7月20日  | 光文社       | 第34回日本推理作家協会賞受賞（長編部門） |
| 50       | 夜行列車殺人事件                | 1981年4月25日  | 光文社       | |
| 51       | 消えたドライバー                | 1981年6月10日  | 廣済堂出版   | 短編集「消えたドライバー」「死を呼ぶトランク」「九時三十分の殺人」 |
| 52       | 日本殺人ルート                  | 1981年9月10日  | 廣済堂出版   | 短編集「花冷えの殺意」「石垣殺人行」「秘めたる殺人」「死へのワン・ショット」「超高層ホテル爆破計画」「危険なダイヤル」「死者の告発」「手を拍く猿」                                                                                                 |
| 53       | 原子力船むつ消失事件            | 1981年11月1日  | 角川書店     | |
| 54       | 北帰行殺人事件                  | 1981年12月20日 | 光文社       | |
| 55       | 恐怖の金曜日                    | 1982年1月25日  | 角川書店     | |
| 56       | 死者に捧げる殺人                | 1982年2月10日  | 双葉社       | 短編集「海辺の悲劇」「三億円の悪夢」「知らない町で」「危険な伴侶」「超速球150キロの殺人」「白いスキャンダル」「戦慄のライフル」「白い罠」「死者に捧げる殺人」                                                                                      |
| 57       | 蜜月列車殺人事件                | 1982年4月25日  | 光文社       | 短編集「再婚旅行殺人事件」「あずさ3号殺人事件」「ゆうづる5号殺人事件」「新婚旅行殺人事件」 |
| 58       | 特急さくら殺人事件              | 1982年5月20日  | 講談社       | |
| 59       | ミステリー列車が消えた          | 1982年7月15日  | 新潮社       | |
| 60       | イレブン殺人事件                | 1982年7月25日  | 実業之日本社 | 短編集「ホテルの鍵は死への鍵」「歌を忘れたカナリヤは」「ピンクカード」「仮面の欲望」「優しい悪魔たち」「受験地獄」（角川文庫は再版から「裸のアリバイ」）「危険なサイドビジネス」「水の上の殺人」「危険な道づれ」「モーツァルトの罠」「死体の値段」 |
| 61       | 消えたエース                    | 1982年8月25日  | 角川書店     | |
| 62       | 無明剣、走る                    | 1982年8月31日  | 角川書店     | |
| 63       | 日本一周「旅号」殺人事件        | 1982年9月10日  | 光文社       | |
| 64       | 寝台特急「紀伊」殺人行          | 1982年11月25日 | 角川書店     | |
| 65       | 四国連絡特急殺人事件            | 1983年1月8日   | 講談社       | |
| 66       | 東北新幹線殺人事件              | 1983年1月25日  | 光文社       | |
| 67       | 寝台特急あかつき殺人事件        | 1983年6月5日   | 講談社       | |
| 68       | 下り特急「富士」殺人事件        | 1983年6月10日  | 光文社       | |
| 69       | 死者はまだ眠れない              | 1983年6月10日  | 双葉社       | |
| 70       | 雷鳥九号殺人事件                | 1983年7月15日  | 光文社       | 短編集「「雷鳥九号」殺人事件」「幻の特急を見た」「急行「だいせん」殺人事件」「殺人は食堂車で」「夜行列車「日本海」の謎」 |
| 71       | 行先のない切符                  | 1983年9月10日  | 双葉社       | 短編集「夜の殺人者」「カードの城」「刑事」「行先のない切符」「手を拍く猿」「幻想の夏」「南神威島」「鳩」 |
| 72       | 神話列車殺人事件                | 1983年10月25日 | 実業之日本社 | |
| 73       | 夜の探偵                        | 1983年10月25日 | 集英社       | |
| 74       | 札幌着23時25分                  | 1983年11月25日 | 角川書店     | |
| 75       | 超特急「つばめ号」殺人事件      | 1983年12月1日  | 光文社       | |
| 76       | 日本シリーズ殺人事件            | 1984年3月5日   | 講談社       | |
| 77       | 高原鉄道殺人事件                | 1984年4月5日   | 光文社       | 短編集「高原鉄道殺人事件」「おおぞら3号殺人事件」「振り子電車殺人事件」「内房線で出会った女」「殺意の「函館本線」」 |
| 78       | L特急踊り子号殺人事件           | 1984年5月1日   | 講談社       | 短編集「L特急踊り子号殺人事件」「特急しらさぎ殺人事件」「振り子電車殺人事件」 |
| 79       | 寝台特急「北陸」殺人事件        | 1984年7月5日   | 講談社       | |
| 80       | 北能登殺人事件                  | 1984年7月20日  | 光文社       | |
| 81       | 都電荒川線殺人事件              | 1984年8月7日   | 読売新聞社   | 連作短編集「都電荒川線殺人事件」「十和田南への旅」「四国情死行」「宮崎へのラブレター」「湯煙りの中の殺意」「祇園の女」「サロベツ原野で死んだ女」「白樺心中行」                                                                                     |
| 82       | 展望車殺人事件                  | 1984年8月10日  | 新潮社       | 短編集「友よ、松江で」「特急「富士」殺人事件」「展望車殺人事件」「死を運ぶ特急「谷川5号」」「復讐のスイッチ・バック」 |
| 83       | オホーツク殺人ルート            | 1984年9月5日   | 講談社       | |
| 84       | 京都感情旅行殺人事件            | 1984年9月10日  | 光文社       | |
| 85       | 東京駅殺人事件                  | 1984年9月30日  | 光文社       | |
| 86       | 特急「白鳥」十四時間            | 1984年11月25日 | 角川書店     | |
| 87       | 特急北アルプス殺人事件          | 1985年1月30日  | 実業之日本社 | |
| 88       | 寝台特急「日本海」殺人事件      | 1985年2月25日  | 光文社       | |
| 89       | 変身願望                        | 1985年3月15日  | 講談社       | 短編集「変身願望」「回春連盟」「隣人愛」「オートレック号の秘密」「アカベ・伝説の島」「アンドロメダから来た男」「チャリティゲーム」「殺しへの招待」「アリバイ」                                                                                     |
| 90       | 寝台急行「銀河」殺人事件        | 1985年3月20日  | 文藝春秋     | |
| 91       | 行楽特急殺人事件                | 1985年5月1日   | 講談社       | 短編集「ATC作動せず」「急行べにばな殺人事件」「午後九時の目撃者」「行楽特急殺人事件」 |
| 92       | 上野駅殺人事件                  | 1985年6月20日  | 光文社       | |
| 93       | 午後の脅迫者                    | 1985年7月15日  | 講談社       | 短編集「午後の脅迫者」「密告」「二一・〇〇時に殺せ」「美談崩れ」「柴田巡査の奇妙なアルバイト」「私は職業婦人」「オーストラリアの蟬」「成功報酬百万円」「マルチ商法」                                                                               |
| 94       | 南伊豆高原殺人事件              | 1985年8月31日  | 徳間書店     | |
| 95       | 狙われた寝台特急「さくら」      | 1985年9月5日   | 祥伝社       | |
| 96       | 第二の標的                      | 1985年9月15日  | 光文社       | 短編集「第二の標的」「謎の組写真」「アクシデンタル・ジャイブ」「神話の殺人」「危険なダイヤル」 |
| 97       | 夜ごと死の匂いが                | 1985年10月15日 | 廣済堂出版   | 短編集「夜ごと死の匂いが」「危険な賞金」「危険な判決」「危険な遺産」「危険なスポットライト」「狙われた男」「私を殺さないで」 |
| 98       | 臨時特急「京都号」殺人事件      | 1985年11月20日 | 祥伝社       | |
| 99       | 急行奥只見殺人事件              | 1985年11月25日 | 実業之日本社 | |
| 100      | トンネルに消えた…               | 1985年12月15日 | 廣済堂出版   | 短編集「トンネルに消えた…」「殺しの慰謝料」「見事な被害者」「タレントの城」「落し穴」「死の代役」「ヌード協定」「闇の中の祭典」 |
| 101      | 富士山麓殺人事件                | 1985年12月20日 | 光文社       | |
| 101      | 仮装の時代（改題）              | 1989年6月20日  | 光文社       | |
| 102      | 怖ろしい夜                      | 1986年1月25日  | 角川書店     | 短編集「夜の追跡者」「怠惰な夜」「夜の罠」「夜の牙」「夜の脅迫者」「夜の狙撃」 |
| 103      | 寝台急行「天の川」殺人事件      | 1986年1月30日  | 文藝春秋     | |
| 104      | 殺しのインターチェンジ          | 1986年2月10日  | 廣済堂出版   | 短編集「雪は死の粧い」「殺しのインターチェンジ」「脅迫者」「三十億円の期待」「アリバイ」「見舞の人」「海の牙」「死霊の島」 |
| 105      | 最果てのブルートレイン          | 1986年3月25日  | 光文社       | 短編集「最果てのブルートレイン」「余部橋梁310メートルの死」「愛と死の飯田線」 |
| 106      | 南紀殺人ルート                  | 1986年4月15日  | 講談社       | |
| 107      | 寝台特急八分停車                | 1986年4月25日  | 角川書店     | |
| 108      | 特急「あずさ」殺人事件          | 1986年5月30日  | 光文社       | |
| 109      | EF63形機関車の証言              | 1986年6月25日  | 実業之日本社 | 短編集「EF63形機関車の証言」「見知らぬ時刻表」「スキー列車殺人事件」「江ノ電の中の目撃者」「運河の見える駅で」「西の終着駅の殺人」 |
| 110      | 夜の終り                        | 1986年6月25日  | 角川書店     | 短編集「人探しゲーム」「夜の終り」「海の沈黙」 |
| 111      | 座席急行「津軽」殺人事件        | 1986年7月20日  | 文藝春秋     | |
| 112      | 山陰路殺人事件                  | 1986年7月25日  | 光文社       | |
| 113      | 寝台特急「はやぶさ」の女        | 1986年8月10日  | サンケイ出版 | |
| 114      | マウンドの死                    | 1986年9月20日  | 光文社       | 短編集「裸の牙」「マウンドの死」「血に飢えた獣」「二十三年目の夏」「バイヤー殺人事件」「わが心のサンクチュアリ」 |
| 115      | 函館駅殺人事件                  | 1986年9月25日  | 光文社       | |
| 116      | 特急「おき3号」殺人事件         | 1986年10月5日  | 講談社       | 短編集「関門三六〇〇メートル」「裏切りの中央本線」「臨時特急を追え」「最北端の犯罪」「特急「おき3号」殺人事件」 |
| 117      | 大垣行345M列車の殺意            | 1986年11月10日 | 新潮社       | 短編集「十津川警部の孤独な捜査」「青に染まった死体」「君は機関車を見たか」「大垣行345M列車の殺意」 |
| 118      | 急行もがみ殺人事件              | 1987年1月25日  | 実業之日本社 | |
| 119      | 日本海からの殺意の風            | 1987年1月30日  | 光文社       | 短編集「日本海からの殺意の風」「殺人へのミニ・トリップ」「潮風にのせた死の便り」 |
| 120      | 阿蘇殺人ルート                  | 1987年2月5日   | 講談社       | |
| 121      | みちのく殺意の旅                | 1987年3月1日   | 文藝春秋     | |
| 122      | 日本海殺人ルート                | 1987年4月5日   | 講談社       | |
| 123      | 東京地下鉄殺人事件              | 1987年5月13日  | 読売新聞社   | |
| 124      | 環状線に消えた女                | 1987年5月20日  | 中央公論社   | 短編集「環状線に消えた女」「LAより哀をこめて」「愛は死の影の中で」「愛と死の甘き香り」 |
| 125      | 目撃者を消せ                    | 1987年5月25日  | 角川書店     | 短編集「目撃者を消せ」「死を運ぶ車」「歪んだ顔」「影の接点」「八番目の死」「ある証言」「暗い部屋から」 |
| 126      | 西鹿児島駅殺人事件              | 1987年5月30日  | 光文社       | |
| 127      | ひかり62号の殺意                | 1987年6月10日  | 新潮社       | |
| 128      | 伊勢・志摩に消えた女            | 1987年7月25日  | 集英社       | |
| 129      | 特急「おおぞら」殺人事件        | 1987年7月30日  | 光文社       | |
| 130      | ミニ急行「ノサップ」殺人事件    | 1987年7月30日  | 文藝春秋     | |
| 131      | 八ヶ岳高原殺人事件              | 1987年8月31日  | 徳間書店     | |
| 132      | ナイター殺人事件                | 1987年9月20日  | 光文社       | 短編集「ナイター殺人事件」「スプリング・ボード」「優しい支配者」「我ら地獄を見たり」「素晴らしき天」 |
| 133      | 寝台特急六分間の殺意            | 1987年10月5日  | 講談社       | 短編集「列車プラス・ワンの殺人」「死への週末列車」「マスカットの証言」「小さな駅の大きな事件」「寝台特急六分間の殺意」 |
| 134      | 特急「北斗1号」殺人事件         | 1987年10月25日 | 光文社       | |
| 135      | 殺人列車への招待                | 1987年11月25日 | 角川書店     | |
| 136      | 極楽行最終列車                  | 1987年11月30日 | 文藝春秋     | 短編集「死への旅「奥羽本線」」「18時24分東京発の女」「お座敷列車殺人事件」「極楽行最終列車」 |
| 137      | L特急たざわ殺人事件             | 1988年1月25日  | 実業之日本社 | |
| 138      | 祝日に殺人の列車が走る          | 1988年3月25日  | 角川書店     | |
| 139      | 山手線五・八キロの証言          | 1988年3月30日  | 光文社       | 短編集「山手線五・八キロの証言」「裏磐梯殺人ルート」「鎮魂の表示板が走った」 |
| 140      | 釧路・網走殺人ルート            | 1988年4月5日   | 講談社       | |
| 141      | 寝台特急「ゆうづる」の女        | 1988年4月25日  | 扶桑社       | |
| 142      | L特急やくも殺人事件             | 1988年6月30日  | 実業之日本社 | 短編集「L特急やくも殺人事件」「イベント列車を狙え」「挽歌をのせて」「青函連絡船から消えた」 |
| 143      | 札幌駅殺人事件                  | 1988年6月30日  | 光文社       | |
| 144      | アルプス誘拐ルート              | 1988年7月5日   | 講談社       | |
| 145      | 会津高原殺人事件                | 1988年8月31日  | 徳間書店     | |
| 146      | 寝台特急「北斗星」殺人事件      | 1988年8月31日  | 光文社       | |
| 147      | 殺人はサヨナラ列車で            | 1988年9月20日  | 光文社       | 短編集「殺人はサヨナラ列車で」「薔薇の殺人」「秘密を売る男」「第六病棟の殺人」「狙撃者の部屋」 |
| 148      | 特急「あさしお3号」殺人事件     | 1988年9月20日  | 新潮社       | 短編集「特急「あさしお3号」殺人事件」「夜が殺意を運ぶ」「オートレック号の秘密」（新潮文庫版には収録せず）「首相暗殺計画」 |
| 149      | 特急「にちりん」の殺意          | 1988年10月5日  | 講談社       | 短編集「殺意を運ぶ列車」「ヨコカル11.2キロの殺意」「神話の国の殺人」「特急「にちりん」の殺意」 |
| 150      | 十津川警部の挑戦（上）（下）    | 1988年10月20日 | 実業之日本社 | |
| 151      | 伊豆の海に消えた女              | 1988年12月20日 | 毎日新聞社   | |
| 152      | 寝台特急「あさかぜ1号」殺人事件 | 1988年12月20日 | 光文社       | |
| 153      | 十和田南へ殺意の旅              | 1989年1月30日  | 廣済堂出版   | |
| 154      | 特急「富士」に乗っていた女      | 1989年2月25日  | 角川書店     | |
| 155      | 青函特急殺人ルート              | 1989年4月5日   | 講談社       | |
| 156      | 死への招待状                    | 1989年4月10日  | 角川書店     | 短編集「危険な男」「危険なヌード」「死への招待状」「血の挑戦」「ベトナムから来た兵士」「罠」 |
| 157      | L特急しまんと殺人事件           | 1989年4月20日  | 実業之日本社 | |
| 158      | 「C62ニセコ」殺人事件           | 1989年4月30日  | 光文社       | 短編集「「C62ニセコ」殺人事件」「特急「ゆうづる3号」の証言」「とき403号で殺された男」 |
| 159      | 十津川警部の決断                | 1989年6月25日  | 光文社       | |
| 160      | 十津川警部の対決                | 1989年6月28日  | 講談社       | |
| 161      | 山陽・東海道殺人ルート          | 1989年7月5日   | 講談社       | |
| 162      | 志賀高原殺人事件                | 1989年8月31日  | 徳間書店     | |
| 163      | 最終ひかり号の女                | 1989年10月5日  | 講談社       | 短編集「スーパー特急「かがやき」の殺意」「石勝高原の愛と殺意」「愛と殺意の中央本線」「最終ひかり号の女」 |
| 164      | 特急「白山」六時間〇二分        | 1989年11月25日 | 角川書店     | |

### 1990年代
| 刊 行 順 | 書名                                 | 初版発行日     | 出版社                        | 備考 |
| -------- | ------------------------------------ | -------------- | ----------------------------- | --- |
| 165      | 特急ゆふいんの森殺人事件             | 1990年1月30日  | 実業之日本社                  | |
| 166      | 悪女の舞踏会                         | 1990年2月25日  | 角川書店                      | 短編集「悪女の舞踏会」「女に気をつけろ」「女が消えた」「女とダイヤモンド」「拾った女」「女と逃げろ」                                                                                           |
| 167      | 宗谷本線殺人事件                     | 1990年2月28日  | 光文社                        | |
| 168      | 「のと恋路号」殺意の旅               | 1990年3月25日  | 中央公論社                    | |
| 169      | 富士・箱根殺人ルート                 | 1990年4月5日   | 講談社                        | |
| 170      | 十津川警部の怒り                     | 1990年5月30日  | 光文社                        | 短編集「十津川警部の怒り」「快速列車「ムーンライト」の罠」「禁じられた「北斗星5号」」 |
| 171      | 特急ひだ3号殺人事件                  | 1990年7月10日  | 実業之日本社                  | 短編集「特急ひだ3号殺人事件」「特急あいづ殺人事件」「信濃の死」「殺意を運ぶあじさい電車」 |
| 172      | 飛騨高山に消えた女                   | 1990年7月20日  | 祥伝社                        | |
| 173      | パリ発殺人列車                       | 1990年7月25日  | 光文社                        | |
| 174      | スーパー雷鳥殺人事件                 | 1990年8月31日  | 徳間書店                      | |
| 175      | 十津川警部の困惑                     | 1990年10月5日  | 講談社                        | 短編集「海を渡る殺意」「死を呼ぶ身延線」「死が乗り入れて来る」「十津川警部の困惑」 |
| 176      | 特急「有明」殺人事件                 | 1990年11月25日 | 角川書店                      | |
| 177      | 十津川警部の逆襲                     | 1990年12月20日 | 光文社                        | 短編集「阿波鳴門殺人事件」「死体は潮風に吹かれて」「ある刑事の旅」 |
| 178      | 夜の脅迫者                           | 1991年3月25日  | 角川書店                      | 短編集「危険な若者」「ある男の肖像」「脅迫者」「電話の男」「優しい死神」「めでたい奴」 |
| 179      | 津軽・陸中殺人ルート                 | 1991年4月5日   | 講談社                        | |
| 180      | オリエント急行を追え                 | 1991年4月25日  | 角川書店                      | |
| 181      | 木曾街道殺意の旅                     | 1991年5月25日  | 中央公論社                    | |
| 182      | 愛と憎しみの高山本線                 | 1991年7月20日  | 文藝春秋                      | 短編集「愛と裏切りの石北本線」「愛と孤独の宗谷本線」「愛と憎しみの高山本線」「愛と絶望の奥羽本線」                                                                                             |
| 183      | 長崎駅殺人事件                       | 1991年7月31日  | 光文社                        | |
| 184      | 美女高原殺人事件                     | 1991年8月31日  | 徳間書店                      | |
| 185      | パリ・東京殺人ルート                 | 1991年9月25日  | 中央公論社                    | |
| 186      | 十津川警部C11を追う                  | 1991年10月5日  | 講談社                        | 短編集「二階座席の女」「十津川警部C11を追う」「北の廃駅で死んだ女」「死への近道列車」 |
| 187      | 十津川警部・怒りの追跡（上）（下）   | 1991年11月15日 | 実業之日本社                  | |
| 188      | 尾道に消えた女                       | 1991年11月30日 | 祥伝社                        | |
| 189      | 紀勢本線殺人事件                     | 1991年11月30日 | 光文社                        | |
| 190      | 豪華特急トワイライト殺人事件         | 1992年1月20日  | 新潮社                        | |
| 191      | 越後・会津殺人ルート                 | 1992年2月5日   | 講談社                        | |
| 192      | 完全殺人                             | 1992年5月25日  | 角川書店                      | 短編集「奇妙なラブ・レター」「幻の魚」「完全殺人」「殺しのゲーム」「アリバイ引受けます」「私は狙われている」「死者の告発」「焦点距離」                                                         |
| 193      | 謎と殺意の田沢湖線                   | 1992年6月20日  | 文藝春秋                      | 短編集「謎と殺意の田沢湖線」「謎と憎悪の陸羽東線」「謎と幻想の根室本線」「謎と絶望の東北本線」                                                                                                 |
| 194      | 夏は、愛と殺人の季節                 | 1992年6月25日  | 角川書店                      | |
| 195      | 五能線誘拐ルート                     | 1992年7月5日   | 講談社                        | |
| 196      | 特急「あさま」が運ぶ殺意             | 1992年7月30日  | 光文社                        | 短編集「特急「あさま」が運ぶ殺意」「北への列車は殺意を乗せて」「SLに愛された死体」「北への危険な旅」                                                                                           |
| 197      | 恋の十和田、死の猪苗代               | 1992年9月25日  | 中央公論社                    | |
| 198      | スーパーとかち殺人事件               | 1992年9月30日  | 徳間書店                      | |
| 199      | 幻想と死の信越本線                   | 1992年11月25日 | 集英社                        | 短編集「阿蘇で死んだ刑事」「北の果ての殺意」「南紀 夏の終わりの殺人」「幻想と死の信越本線」 |
| 200      | 会津若松からの死の便り               | 1992年11月30日 | 徳間書店                      | 短編集「会津若松からの死の便り」「日曜日には走らない」「下呂温泉で死んだ女」「身代り殺人事件」「残酷な季節」                                                                                   |
| 200      | 身代り殺人事件（改題）               | 1997年4月10日  | 双葉社                        | 短編集「会津若松からの死の便り」「日曜日には走らない」「下呂温泉で死んだ女」「身代り殺人事件」「残酷な季節」                                                                                   |
| 201      | 恨みの陸中リアス線                   | 1992年12月5日  | 講談社                        | 短編集「恨みの陸中リアス線」「新幹線個室の客」「急行アルプス殺人事件」「一日遅れのバースディ」                                                                                                 |
| 202      | シベリア鉄道殺人事件                 | 1993年1月1日   | 朝日新聞社                    | |
| 203      | 山形新幹線「つばさ」殺人事件         | 1993年1月30日  | 光文社                        | |
| 204      | 危険な殺人者                         | 1993年3月25日  | 角川書店                      | 短編集「病める心」（第5回双葉新人賞（1962年）一席は該当作品なしの二席に入選）「いかさま」「危険な遊び」「鍵穴の中の殺人」「目撃者」「でっちあげ」「硝子の遺書」                                |
| 205      | 恋と裏切りの山陰本線                 | 1993年3月30日  | 文藝春秋                      | 短編集「恋と復讐の徳島線」「恋と殺意ののと鉄道」「恋と裏切りの山陰本線」「恋と幻想の上越線」                                                                                                   |
| 206      | 鳥取・出雲殺人ルート                 | 1993年4月5日   | 講談社                        | |
| 207      | 怒りの北陸本線                       | 1993年5月25日  | 実業之日本社                  | |
| 208      | 九州新特急「つばめ」殺人事件         | 1993年5月30日  | 光文社                        | |
| 209      | 別府・国東 殺意の旅                  | 1993年6月20日  | 新潮社                        | |
| 210      | 越後湯沢殺人事件                     | 1993年8月25日  | 中央公論社                    | |
| 211      | 伊豆・河津七滝に消えた女             | 1993年10月25日 | 光文社                        | 短編集「河津七滝に消えた女」「鬼怒川心中事件」「伊豆下田で消えた友へ」 |
| 212      | 尾道・倉敷殺人ルート                 | 1993年11月5日  | 講談社                        | |
| 213      | 恨みの三保羽衣伝説                   | 1993年12月20日 | 文藝春秋                      | 短編集「恨みの箱根仙石原」「恨みの箱根芦ノ湖」「恨みの浜松防風林」「恨みの三保羽衣伝説」 |
| 214      | 十津川警部、沈黙の壁に挑む           | 1994年1月25日  | 光文社                        | |
| 215      | 特急ワイドビューひだ殺人事件         | 1994年1月31日  | 徳間書店                      | |
| 216      | 諏訪・安曇野殺人ルート               | 1994年2月5日   | 講談社                        | |
| 217      | 北緯四三度からの死の予告             | 1994年3月25日  | 角川書店                      | |
| 218      | 哀しみの北廃止線                     | 1994年4月5日   | 講談社                        | 短編集「小諸からの甘い殺意」「哀しみの北廃止線」「北の空に殺意が走る」「蔵王霧の中の殺人」 |
| 219      | 雲仙・長崎殺意の旅                   | 1994年4月25日  | 実業之日本社                  | |
| 220      | 奥能登に吹く殺意の風                 | 1994年4月25日  | 光文社                        | |
| 221      | 松島・蔵王殺人事件                   | 1994年5月31日  | 徳間書店                      | |
| 222      | 萩・津和野に消えた女                 | 1994年7月20日  | 祥伝社                        | |
| 223      | ワイドビュー南紀殺人事件             | 1994年7月25日  | 中央公論社                    | |
| 224      | 祖谷・淡路 殺意の旅                  | 1994年7月30日  | 新潮社                        | |
| 225      | 十津川警部の標的                     | 1994年9月25日  | 光文社                        | 短編集「十津川警部の標的」「十津川警部「いたち」を追う」「十津川、民謡を唄う」 |
| 226      | 謀殺の四国ルート                     | 1994年11月25日 | 実業之日本社                  | 短編集「謀殺の四国ルート」「予告されていた殺人」「城崎にて、死」「十津川警部の休暇」 |
| 227      | 伊豆海岸殺人ルート                   | 1994年12月5日  | 講談社                        | |
| 228      | 特急「しなの21号」殺人事件           | 1995年2月28日  | 徳間書店                      | |
| 229      | 愛と悲しみの墓標                     | 1995年3月16日  | 読売新聞社                    | |
| 230      | 雨の中に死ぬ                         | 1995年3月25日  | 角川書店                      | 短編集「雨の中に死ぬ」「老人の牙」「死んで下さい」「浮気の果て」「殺意の季節」「誘拐の季節」                                                                                                   |
| 231      | 倉敷から来た女                       | 1995年4月5日   | 講談社                        | 短編集「倉敷から来た女」「初夏の海に死ぬ」「殺しの風が南へ向う」「事件の裏側」 |
| 232      | 特急しおかぜ殺人事件                 | 1995年4月25日  | 角川書店                      | |
| 233      | 恐怖の海 東尋坊                      | 1995年6月20日  | 文藝春秋                      | 短編集「恐怖の海 東尋坊」「恐怖の湖 富士西湖」「恐怖の清流 昇仙峡」「恐怖の橋 つなぎ大橋」 |
| 234      | 十津川警部の抵抗                     | 1995年6月25日  | 光文社                        | |
| 235      | 殺人者は北へ向かう                   | 1995年7月20日  | 祥伝社                        | |
| 236      | 丹後 殺人迷路                        | 1995年9月15日  | 新潮社                        | |
| 237      | 仙台駅殺人事件                       | 1995年9月25日  | 光文社                        | |
| 238      | 陸中海岸殺意の旅                     | 1995年9月25日  | 実業之日本社                  | |
| 239      | 東京・山形殺人ルート                 | 1995年11月5日  | 講談社                        | |
| 240      | 十津川警部 雪と戦う                  | 1995年11月25日 | 中央公論社                    | |
| 241      | 浅草偏奇館の殺人                     | 1996年3月1日   | 文藝春秋                      | |
| 242      | 九州特急「ソニックにちりん」殺人事件 | 1996年6月25日  | 光文社                        | |
| 243      | 十津川警部「友への挽歌」             | 1996年7月1日   | 文藝春秋                      | |
| 244      | 南紀白浜殺人事件                     | 1996年9月30日  | 徳間書店                      | |
| 245      | 猿が啼くとき人が死ぬ                 | 1996年10月15日 | 新潮社                        | |
| 246      | 日本のエーゲ海、日本の死             | 1996年12月25日 | 角川書店                      | |
| 247      | 青に染まる死体 勝浦温泉              | 1997年1月15日  | 文藝春秋                      | 短編集「愛と死 草津温泉」「友の消えた熱海温泉」「青に染まる死体 勝浦温泉」「偽りの季節 伊豆長岡温泉」                                                                                          |
| 248      | 高山本線殺人事件                     | 1997年2月5日   | 光文社                        | |
| 249      | 秘めたる殺人                         | 1997年4月10日  | 双葉社                        | 短編集「雪は死の粧い」「九時三十分の殺人」「私を殺さないで」「死へのワン・ショット」「秘めたる殺人」                                                                                           |
| 250      | 北陸の海に消えた女                   | 1997年6月5日   | 講談社                        | 短編集「目撃者たち」「NO.200の女」「箱根を越えた死」「北陸の海に消えた女」 |
| 251      | 野猿殺人事件                         | 1997年7月10日  | 文藝春秋                      | 短編集「白鳥殺人事件」「野猿殺人事件」「野良猫殺人事件」「愛犬殺人事件」 |
| 252      | 在原業平殺人事件                     | 1997年7月25日  | 中央公論社                    | |
| 253      | 海辺の悲劇                           | 1997年7月25日  | 双葉社                        | 短編集「夜の終り」「私刑」「死を呼ぶトランク」「海辺の悲劇」「アリバイ」 |
| 254      | 出雲 神々への愛と恐れ                | 1997年9月30日  | 徳間書店                      | |
| 255      | 十津川警部 千曲川に犯人を追う        | 1997年10月5日  | 講談社                        | |
| 256      | 伊豆誘拐行                           | 1997年11月25日 | 光文社                        | |
| 257      | 南伊豆殺人事件                       | 1997年11月25日 | 実業之日本社                  | |
| 258      | 海を渡った愛と殺意                   | 1998年1月20日  | 実業之日本社                  | 短編集「越前殺意の岬」「EF63形機関車の証言」「海を渡った愛と殺意」 |
| 259      | 夜が待っている                       | 1998年1月25日  | 角川書店                      | 短編集「女をさがせ」「夜が待っている」「赤いハトが死んだ」「愛の詩集」「死の予告」「夜の秘密」                                                                                                 |
| 260      | 秋田新幹線「こまち」殺人事件         | 1998年2月25日  | 光文社                        | |
| 261      | 「雪国」殺人事件                     | 1998年2月25日  | 中央公論社                    | |
| 262      | 神戸 愛と殺意の街                    | 1998年3月20日  | 新潮社                        | |
| 263      | 失踪計画                             | 1998年3月25日  | 角川書店                      | 短編集「失踪計画」「くたばれ草加次郎」「裏切りの果て」「うらなり出世譚」「夜にうごめく」「第六太平丸」「死刑囚」                                                                               |
| 264      | 十津川警部 白浜へ飛ぶ                | 1998年4月5日   | 講談社                        | 短編集「処刑の日」「絵の中の殺人」「十津川警部の苦悩」「十津川警部 白浜へ飛ぶ」 |
| 265      | 伊豆下賀茂で死んだ女                 | 1998年7月20日  | 祥伝社                        | |
| 266      | 十津川警部の試練                     | 1998年7月30日  | 光文社                        | 短編集「午後の悪魔」「北の女が死んだ」「警官嫌い」「若い刑事への鎮魂歌」 |
| 267      | 十津川警部 海の挽歌                  | 1998年8月8日   | 角川春樹事務所                | |
| 268      | 冬休みの誘拐、夏休みの殺人           | 1998年8月25日  | 中央公論社                    | 短編集「その石を消せ！」「まぼろしの遺産」「白い時間を追え」 |
| 269      | 闇を引き継ぐ者                       | 1998年8月25日  | 角川書店                      | |
| 270      | 十津川警部北陸を走る                 | 1998年8月31日  | 徳間書店                      | |
| 271      | 上越新幹線殺人事件                   | 1998年10月5日  | 講談社                        | |
| 272      | JR周遊殺人事件                       | 1998年11月20日 | 向陽舎（発行） 茜新社（発売） | 短編集「北の果ての殺意」「北への列車は殺意を乗せて」「イベント列車を狙え」「日曜日には走らない」「恋と復讐の徳島線」「神話の国の殺人」                                                         |
| 273      | 城崎にて、殺人                       | 1998年11月25日 | 中央公論社                    | |
| 274      | 東京・松島 殺人ルート                | 1998年11月25日 | 光文社                        | |
| 275      | 桜の下殺人事件                       | 1998年12月20日 | 双葉社                        | |
| 276      | 十津川警部の事件簿                   | 1998年12月31日 | 徳間書店                      | 短編集「甘い殺意」「危険な賞金」「白いスキャンダル」「戦慄のライフル」「白い罠」「死者に捧げる殺人」                                                                                           |
| 277      | 知多半島殺人事件                     | 1999年1月25日  | 実業之日本社                  | |
| 278      | 石狩川殺人事件                       | 1999年2月10日  | 文藝春秋                      | 短編集「最上川殺人事件」「日高川殺人事件」「長良川殺人事件」「石狩川殺人事件」 |
| 279      | 京都 恋と裏切りの嵯峨野              | 1999年3月20日  | 新潮社                        | |
| 280      | 北への殺人ルート                     | 1999年4月5日   | 講談社                        | 短編集「十津川警部みちのくで苦悩する」「北への殺人ルート」「甦る過去」「冬の殺人」 |
| 280      | 十津川警部みちのくで苦悩する（改題） | 2002年3月15日  | 講談社                        | 短編集「十津川警部みちのくで苦悩する」「北への殺人ルート」「甦る過去」「冬の殺人」 |
| 281      | 西伊豆 美しき殺意                    | 1999年4月18日  | 読売新聞社                    | |
| 282      | 河津・天城連続殺人事件               | 1999年4月25日  | 中央公論新社                  | 短編集「河津・天城連続殺人事件」「黒部トロッコ列車の死」「週末の殺意」「一千万円のアリバイ」                                                                                                   |
| 283      | 十津川刑事の肖像                     | 1999年4月30日  | 徳間書店                      | 短編集「危険な判決」「回春連盟」「第二の標的」「一千万人誘拐計画」「人探しゲーム」 |
| 284      | 十津川警部 赤と青の幻想              | 1999年6月30日  | 文藝春秋                      | |
| 285      | 十津川警部 十年目の真実              | 1999年7月20日  | 祥伝社                        | |
| 286      | 十津川警部 風の挽歌                  | 1999年8月28日  | 角川春樹事務所                | |
| 287      | 十津川警部の死闘                     | 1999年9月25日  | 光文社                        | 短編集「心中プラス1」「処刑のメッセージ」「加賀温泉郷の殺人遊戯」「特別室の秘密」 |
| 288      | 夜行列車の女                         | 1999年9月30日  | 徳間書店                      | |
| 289      | 東京―旭川殺人ルート                  | 1999年10月25日 | 実業之日本社                  | 短編集「北の空 悲しみの唄」「東京―旭川殺人ルート」「雪の石塀小路に死ぬ」 |
| 290      | 南九州殺人迷路                       | 1999年10月25日 | 中央公論新社                  | |
| 291      | 私を殺しに来た男                     | 1999年10月25日 | 角川書店                      | 短編集「事件の裏で」「私を殺しに来た男」「見張られた部屋」「死者が時計を鳴らす」「扉の向うの死体」「サヨナラ死球」「トレードは死」「審判員工藤氏の復讐」「愛」「小説マリー・セレスト号の悲劇」 |
| 292      | 紀伊半島殺人事件                     | 1999年12月10日 | 双葉社                        | |

### 2000年代
| 刊 行 順 | 書名                                        | 初版発行日     | 出版社         | 備考 |  |
| -------- | ------------------------------------------- | -------------- | -------------- | --- |  |
| 293      | 伊勢志摩殺意の旅                            | 2000年1月25日  | 実業之日本社   | |  |
| 294      | 京都駅殺人事件                              | 2000年2月29日  | 光文社         | |  |
| 295      | 箱根 愛と死のラビリンス                     | 2000年3月20日  | 新潮社         | |  |
| 296      | 下田情死行                                  | 2000年3月30日  | 文藝春秋       | 短編集「殺し屋Aの記録」「タイムカプセル奪取計画」「阿蘇幻死行」「下田情死行」「道後温泉で死んだ女」                                                                       |  |
| 297      | 四国情死行                                  | 2000年4月5日   | 講談社         | 短編集「配達するのは死」「死を運ぶ運転手」「四国情死行」「能登八キロの罠」                                                                                                |  |
| 298      | 狙われた男 秋葉京介探偵事務所               | 2000年4月30日  | 徳間書店       | 短編集「狙われた男」「危険な男」「危険なヌード」「危険なダイヤル」「危険なスポットライト」                                                                                |  |
| 299      | 女流作家                                    | 2000年5月1日   | 朝日新聞社     | |  |
| 300      | 殺意の青函トンネル                          | 2000年7月20日  | 祥伝社         | |  |
| 301      | 十津川警部「裏切り」                        | 2000年7月25日  | 角川書店       | |  |
| 302      | 十津川警部 長良川に犯人を追う               | 2000年8月30日  | 光文社         | |  |
| 303      | 寝台特急カシオペアを追え                    | 2000年8月31日  | 徳間書店       | |  |
| 304      | 十津川警部 殺しのトライアングル             | 2000年10月18日 | 角川春樹事務所 | |  |
| 305      | 華やかな殺意 西村京太郎自選集1              | 2000年10月31日 | 徳間書店       | 短編集「病める心」「歪んだ朝」「美談崩れ」「優しい脅迫者」「南神威島」 |  |
| 306      | 十津川警部 愛と死の伝説（上）（下）         | 2000年11月5日  | 講談社         | |  |
| 307      | 麗しき疑惑 西村京太郎自選集2                | 2000年11月30日 | 徳間書店       | 短編集「白い殉教者」「アンドロメダから来た男」「首相暗殺計画」「新婚旅行殺人事件」                                                                                        |  |
| 308      | 能登半島殺人事件                            | 2000年12月15日 | 双葉社         | |  |
| 309      | 由布院心中事件                              | 2000年12月15日 | 中央公論新社   | |  |
| 310      | 金沢加賀殺意の旅                            | 2001年1月25日  | 実業之日本社   | |  |
| 311      | 祭りの果て、郡上八幡                        | 2001年2月10日  | 文藝春秋       | |  |
| 312      | 災厄の「つばさ」121号                       | 2001年3月20日  | 新潮社         | |  |
| 313      | 竹久夢二 殺人の記                           | 2001年4月5日   | 講談社         | |  |
| 314      | 空白の時刻表 西村京太郎自選集3              | 2001年4月30日  | 徳間書店       | 短編集「おおぞら3号殺人事件」「死への旅「奥羽本線」」「ATC作動せず（L特急「わかしお」殺人事件）」「急行「だいせん」殺人事件」「殺意を運ぶ列車」「復讐のスイッチ・バック」 |  |
| 315      | 歪んだ朝                                    | 2001年5月25日  | 角川書店       | 短編集「歪んだ朝」（第2回オール讀物推理小説新人賞（1963年））「黒の記憶」「蘇える過去」「夜の密戯」「優しい脅迫者」                                                       |  |
| 316      | 愛の伝説・釧路湿原                          | 2001年5月30日  | 光文社         | |  |
| 317      | 十津川警部「ある女への挽歌」                | 2001年8月10日  | 小学館         | 短編集「ある女への挽歌」「三人目の女」「依頼人は死者」 |  |
| 318      | 東京発ひかり147号                           | 2001年9月10日  | 祥伝社         | |  |
| 319      | しまなみ海道追跡ルート                      | 2001年9月30日  | 徳間書店       | |  |
| 320      | 十津川警部 帰郷・会津若松                   | 2001年11月5日  | 講談社         | |  |
| 321      | 十津川警部「射殺」                          | 2001年11月25日 | 角川書店       | |  |
| 322      | 愛と復讐の桃源郷                            | 2001年12月10日 | 双葉社         | |  |
| 323      | 焦げた密室                                  | 2001年12月15日 | 幻冬舎         | |  |
| 324      | 十津川警部「狂気」                          | 2001年12月15日 | 中央公論新社   | |  |
| 325      | 松本美ヶ原殺意の旅                          | 2002年1月25日  | 実業之日本社   | |  |
| 326      | 風の殺意・おわら風の盆                      | 2002年2月15日  | 文藝春秋       | |  |
| 327      | 裏切りの特急サンダーバード                  | 2002年3月20日  | 新潮社         | |  |
| 328      | 十津川警部 ロマンの死、銀山温泉             | 2002年5月25日  | 光文社         | |  |
| 329      | 十津川警部 影を追う                         | 2002年6月30日  | 徳間書店       | |  |
| 330      | 金沢 歴史の殺人                             | 2002年7月16日  | 双葉社         | |  |
| 331      | 十七年の空白                                | 2002年7月25日  | 実業之日本社   | 短編集「十七年の空白」「見知らぬ時刻表」「青函連絡船から消えた」「城崎にて、死」「琵琶湖周遊殺人事件」                                                                    |  |
| 332      | 日本列島殺意の旅 西村京太郎自選集４         | 2002年8月31日  | 徳間書店       | 短編集「恐怖の橋 つなぎ大橋」「十津川警部の休暇」「LAより哀をこめて」「南紀 夏の終わりの殺人」「越前殺意の岬」                                                            |  |
| 333      | 十津川警部「初恋」                          | 2002年9月5日   | 祥伝社         | |  |
| 334      | 十津川警部 姫路・千姫殺人事件               | 2002年10月5日  | 講談社         | |  |
| 335      | 薔薇の殺人                                  | 2002年11月25日 | 双葉社         | 短編集「薔薇の殺人」「十和田湖の女」「夜の秘密」「危険な肉体」「或る証言」「306号室の女」「25時の情婦」「病める心」                                                       |  |
| 336      | 十津川警部「標的」                          | 2002年12月5日  | 角川書店       | |  |
| 337      | 愛と殺意の津軽三味線                        | 2002年12月20日 | 中央公論新社   | |  |
| 338      | 十津川警部「ダブル誘拐」                    | 2003年1月25日  | 実業之日本社   | |  |
| 339      | 天下を狙う                                  | 2003年1月25日  | 角川書店       | 短編集「天下を狙う」「真説宇都宮釣天井」「権謀術策」「維新の若者たち」「徳川王朝の夢」                                                                                    |  |
| 340      | 祭ジャック・京都祇園祭                      | 2003年2月15日  | 文藝春秋       | |  |
| 341      | 十津川警部の休日                            | 2003年2月28日  | 徳間書店       | 短編集「友の消えた熱海温泉」「河津七滝に消えた女」「神話の国の殺人」「信濃の死」                                                                                          |  |
| 342      | 失踪                                        | 2003年3月20日  | 小学館         | |  |
| 343      | 松山・道後十七文字の殺人                    | 2003年3月20日  | 新潮社         | |  |
| 344      | 新・寝台特急殺人事件                        | 2003年4月20日  | 光文社         | |  |
| 345      | 明日香・幻想の殺人                          | 2003年5月31日  | 徳間書店       | |  |
| 346      | 仙台青葉の殺意                              | 2003年6月20日  | 双葉社         | |  |
| 347      | 熱海・湯河原殺人事件                        | 2003年6月25日  | 中央公論新社   | |  |
| 348      | 三年目の真実                                | 2003年8月15日  | 双葉社         | 短編集「三年目の真実」「夜の脅迫者」「変身」「アリバイ引受けます」「海の沈黙」「所得倍増計画」「裏切りの果て」「相銀貸金庫盗難事件」                                      |  |
| 349      | 十津川警部「家族」                          | 2003年9月10日  | 祥伝社         | |  |
| 350      | 十津川警部捜査行 北の事件簿                 | 2003年9月25日  | 実業之日本社   | 短編集「殺意の「函館本線」」「北の果ての殺意」「哀しみの北廃止線」「裏切りの石北本線」「最果てのブルートレイン」                                                          |  |
| 350      | 十津川警部捜査行 北海道殺人ガイド（改題）   | 2004年11月20日 | 双葉社         | 短編集「殺意の「函館本線」」「北の果ての殺意」「哀しみの北廃止線」「裏切りの石北本線」「最果てのブルートレイン」                                                          |  |
| 351      | 十津川警部「荒城の月」殺人事件              | 2003年10月5日  | 講談社         | |  |
| 352      | 十津川警部「告発」                          | 2003年11月30日 | 角川書店       | |  |
| 353      | 上海特急殺人事件                            | 2004年1月25日  | 実業之日本社   | |  |
| 354      | 十津川警部の青春                            | 2004年1月31日  | 徳間書店       | 短編集「十津川警部の怒り」「特急「富士」殺人事件」「江ノ電の中の目撃者」「スーパー特急「かがやき」の殺意」                                                                |  |
| 355      | 鎌倉・流鏑馬神事の殺人                      | 2004年2月15日  | 文藝春秋       | |  |
| 356      | 十津川警部の回想                            | 2004年2月29日  | 徳間書店       | 短編集「甦る過去」「特急「あさしお3号」殺人事件」「十津川警部の困惑」「新幹線個室の客」                                                                                   |  |
| 357      | 出雲神々の殺人                              | 2004年3月20日  | 双葉社         | |  |
| 358      | 東京湾アクアライン十五・一キロの罠          | 2004年3月20日  | 新潮社         | |  |
| 359      | 十津川警部「目撃」                          | 2004年4月15日  | 実業之日本社   | |  |
| 360      | 東北新幹線「はやて」殺人事件                | 2004年4月25日  | 光文社         | |  |
| 361      | 男鹿・角館 殺しのスパン                     | 2004年5月31日  | 徳間書店       | |  |
| 362      | 誘拐の季節                                  | 2004年6月15日  | 双葉社         | 短編集「誘拐の季節」「女が消えた」「拾った女」「女をさがせ」「失踪計画」「血の挑戦」                                                                                      |  |
| 363      | 十津川警部捜査行 みちのく事件簿             | 2004年7月25日  | 実業之日本社   | 短編集「死体は潮風に吹かれて」「北への殺人ルート」「最上川殺人事件」「謎と憎悪の陸羽東線」「裏磐梯殺人ルート」                                                            |  |
| 364      | 十津川警部推理行                            | 2004年8月5日   | 双葉社         | 短編集「夜の殺人者」「白いスキャンダル」「戦慄のライフル」「白い罠」「死者に捧げる殺人」                                                                                  |  |
| 365      | 夜の狙撃                                    | 2004年8月20日  | 双葉社         | 短編集「夜の狙撃」「くたばれ草加次郎」「目撃者を消せ」「うらなり出世譚」「私は狙われている」「いかさま」「雨の中に死ぬ」「死んで下さい」                                  |  |
| 366      | 十津川警部「故郷」                          | 2004年8月30日  | 祥伝社         | |  |
| 367      | 十津川警部「悪夢」通勤快速の罠              | 2004年10月5日  | 講談社         | |  |
| 368      | 兇悪な街                                    | 2004年10月20日 | 小学館         | |  |
| 369      | 十津川警部「記憶」                          | 2004年11月20日 | 角川書店       | |  |
| 370      | 十津川警部捜査行 北陸事件簿                 | 2004年11月25日 | 実業之日本社   | 短編集「とき403号で殺された男」「夜行列車「日本海」の謎」「加賀温泉郷の殺人遊戯」「恋と殺意ののと鉄道」「能登八キロの罠」                                                 |  |
| 371      | 十津川警部 五稜郭殺人事件                   | 2004年12月5日  | 講談社         | |  |
| 372      | 十津川警部「オキナワ」                      | 2004年12月20日 | 光文社         | |  |
| 373      | 「スーパー隠岐」殺人特急                    | 2005年1月25日  | 実業之日本社   | |  |
| 373      | 十津川警部「スーパー隠岐」殺人特急（改題）  | 2008年4月25日  | 集英社         | |  |
| 374      | 九州新幹線「つばめ」誘拐事件                | 2005年1月31日  | 徳間書店       | |  |
| 375      | 青森ねぶた殺人事件                          | 2005年2月10日  | 文藝春秋       | |  |
| 376      | 十津川警部「生命」（上）（下）              | 2005年3月10日  | 実業之日本社   | |  |
| 377      | 高知・龍馬 殺人街道                         | 2005年3月20日  | 新潮社         | |  |
| 378      | 青い国から来た殺人者                        | 2005年3月30日  | 光文社         | |  |
| 378      | 十津川警部 青い国から来た殺人者（改題）     | 2014年6月13日  | 講談社         | |  |
| 379      | 西村京太郎の麗しき日本、愛しき風景          | 2005年4月14日  | 文芸社         | |  |
| 380      | 神話の里殺人事件                            | 2005年4月20日  | 双葉社         | |  |
| 381      | 十津川警部SLを追う!                         | 2005年5月31日  | 徳間書店       | 短編集「展望車殺人事件」「鎮魂の表示板が走った」「SLに愛された死体」「十津川警部C11を追う」                                                                               |  |
| 382      | 京都感情案内（上）（下）                    | 2005年6月25日  | 中央公論新社   | |  |
| 383      | 十津川警部 哀しみの余部鉄橋                 | 2005年7月1日   | 小学館         | 短編集「十津川、民謡を唄う」「北の空 悲しみの唄」「北への殺人ルート」「哀しみの余部鉄橋」                                                                                 |  |
| 384      | 小樽 北の墓標                               | 2005年7月20日  | 毎日新聞社     | |  |
| 385      | 十津川警部捜査行 伊豆箱根事件簿             | 2005年7月25日  | 実業之日本社   | 短編集「伊豆下田で消えた友へ」「お座敷列車殺人事件」「箱根を越えた死」「殺意を運ぶあじさい電車」「恨みの箱根仙石原」                                                      |  |
| 386      | 十津川警部「子守唄殺人事件」                | 2005年9月10日  | 祥伝社         | |  |
| 387      | 脅迫者                                      | 2005年9月20日  | 双葉社         | 短編集「脅迫者」「赤いハトが死んだ」「死を運ぶ車」「夜が待っている」「女に気をつけろ」「女とダイヤモンド」「女と逃げろ」「浮気の果て」                                    |  |
| 388      | 十津川警部 湖北の幻想                       | 2005年10月5日  | 講談社         | |  |
| 389      | 十津川警部捜査行 愛と哀しみの信州           | 2005年11月25日 | 実業之日本社   | 短編集「白鳥殺人事件」「小諸からの甘い殺意」「信濃の死」「ヨコカル11.2キロの殺意」「スキー列車殺人事件」                                                                  |  |
| 390      | 湖西線12×4の謎                              | 2005年11月30日 | 角川書店       | |  |
| 391      | 韓国新幹線を追え                            | 2005年12月20日 | 光文社         | |  |
| 392      | 外房線 60秒の罠                             | 2006年1月25日  | 実業之日本社   | |  |
| 393      | 草津逃避行                                  | 2006年1月31日  | 徳間書店       | |  |
| 394      | 十津川警部、海峡をわたる                    | 2006年2月10日  | 文藝春秋       | |  |
| 395      | 三河恋唄                                    | 2006年2月25日  | 双葉社         | |  |
| 396      | 十津川警部 特急「雷鳥」蘇る殺意             | 2006年3月8日   | 集英社         | |  |
| 397      | 五能線の女                                  | 2006年3月20日  | 新潮社         | |  |
| 398      | 十津川警部捜査行 古都に殺意の風が吹く       | 2006年3月25日  | 実業之日本社   | 短編集「冬の殺人」「雪の石塀小路に死ぬ」「琵琶湖周遊殺人事件」「列車プラス・ワンの殺人」「振り子電車殺人事件」                                                            |  |
| 399      | 十津川村 天誅殺人事件                       | 2006年5月20日  | 小学館         | |  |
| 400      | 北への逃亡者                                | 2006年5月25日  | 中央公論新社   | |  |
| 401      | 十津川警部捜査行 神話と殺意の中国路         | 2006年7月25日  | 実業之日本社   | 短編集「再婚旅行殺人事件」「十津川警部「いたち」を追う」「潮風にのせた死の便り」「マスカットの証言」「関門三六〇〇メートル」                                              |  |
| 402      | 十津川警部 湯けむりの殺意                   | 2006年7月31日  | 徳間書店       | 短編集「道後温泉で死んだ女」「黒部トロッコ列車の死」「城崎にて、死」「恐怖の清流昇仙峡」「下呂温泉で死んだ女」                                                            |  |
| 403      | 夜行快速えちご殺人事件                      | 2006年9月10日  | 祥伝社         | |  |
| 404      | 危険な遊び                                  | 2006年9月20日  | 双葉社         | 短編集「死刑囚」「夜の秘密」「老人の牙」「殺意の季節」「危険な遊び」「硝子の遺書」                                                                                        |  |
| 405      | 十津川警部 幻想の信州上田                   | 2006年10月5日  | 講談社         | |  |
| 406      | 十津川警部捜査行 愛と絶望の瀬戸内海流       | 2006年11月25日 | 実業之日本社   | 短編集「阿波鳴門殺人事件」「海を渡る殺意」「恋と復讐の徳島線」「謀殺の四国ルート」                                                                                        |  |
| 407      | 華の棺                                      | 2006年11月30日 | 朝日新聞社     | |  |
| 408      | 十津川警部「幻覚」                          | 2006年11月30日 | 角川書店       | |  |
| 409      | 北リアス線の天使                            | 2006年12月20日 | 光文社         | |  |
| 410      | 若狭・城崎殺人ルート                        | 2007年1月25日  | 実業之日本社   | |  |
| 411      | 羽越本線 北の追跡者                         | 2007年1月31日  | 徳間書店       | |  |
| 412      | 遠野伝説殺人事件                            | 2007年2月15日  | 文藝春秋       | |  |
| 413      | 日光・鬼怒川殺人ルート                      | 2007年2月20日  | 双葉社         | |  |
| 414      | 十津川警部 湘南アイデンティティ             | 2007年3月1日   | 小学館         | |  |
| 415      | 十津川警部 幻想の天橋立                     | 2007年3月10日  | 集英社         | |  |
| 416      | 知床 望郷の殺意                             | 2007年3月20日  | 新潮社         | |  |
| 417      | 十津川警部捜査行 阿蘇・やまなみ 殺意の車窓  | 2007年3月25日  | 実業之日本社   | 短編集「阿蘇で死んだ刑事」「阿蘇幻死行」「西の終着駅の殺人」「小さな駅の大きな事件」「ある刑事の旅」                                                                      |  |
| 418      | 北の秘密                                    | 2007年4月25日  | 中央公論新社   | |  |
| 418      | 十津川警部 時効なき殺人（改題）             | 2009年12月25日 | 中央公論新社   | |  |
| 419      | 十津川警部 愛憎の街 東京                    | 2007年6月30日  | 徳間書店       | 短編集「夜が殺意を運ぶ」「警官嫌い」「NO.200の女」「殺し屋Aの記録」「週末の殺意」                                                                                         |  |
| 420      | 十津川警部捜査行 恋と哀しみの北の大地       | 2007年7月25日  | 実業之日本社   | 短編集「石勝高原の愛と殺意」「最北端の犯罪」「愛と孤独の宗谷本線」「謎と幻想の根室本線」「青函連絡船から消えた」                                                          |  |
| 421      | 十津川警部 二つの「金印」の謎               | 2007年9月10日  | 祥伝社         | |  |
| 422      | 歪んだ顔                                    | 2007年9月20日  | 双葉社         | 短編集「歪んだ顔」「八番目の死」「ある証言」「蘇える過去」「死の予告」「愛の詩集」「電話の男」「マウンドの死」「影の接点」                                                |  |
| 423      | 十津川警部 金沢・絢爛たる殺人               | 2007年10月4日  | 講談社         | |  |
| 424      | 上野駅13番線ホーム                          | 2007年10月25日 | 光文社         | |  |
| 425      | 十津川警部捜査行 愛と哀しみのみちのく特急   | 2007年11月25日 | 実業之日本社   | 短編集「ゆうづる5号殺人事件」「急行べにばな殺人事件」「特急あいづ殺人事件」「愛と絶望の奥羽本線」「謎と絶望の東北本線」                                                   |  |
| 426      | 能登・キリコの唄                            | 2007年11月30日 | 角川書店       | |  |
| 427      | 門司・下関 逃亡海峡                         | 2007年12月31日 | 徳間書店       | |  |
| 428      | 会津・友の墓標                              | 2008年1月20日  | 双葉社         | |  |
| 429      | 十津川警部 鳴門の愛と死                     | 2008年1月25日  | 実業之日本社   | |  |
| 430      | 天草四郎の犯罪                              | 2008年2月25日  | 中央公論新社   | |  |
| 431      | 奇祭の果て 鍋かむり祭の殺人                 | 2008年3月1日   | 文藝春秋       | |  |
| 432      | 十津川警部 四国お遍路殺人ゲーム             | 2008年3月10日  | 集英社         | |  |
| 433      | 阿蘇・長崎 「ねずみ」を探せ                 | 2008年3月20日  | 新潮社         | |  |
| 434      | びわ湖環状線に死す                          | 2008年4月25日  | 光文社         | |  |
| 435      | 十津川班捜査行 湘南情死行                   | 2008年5月20日  | 祥伝社         | 短編集「湘南情死行」「恋と復讐の徳島線」「死への週末列車」「愛と孤独の宗谷本線」「青に染まった死体」                                                                      |  |
| 435      | 十津川警部捜査行 湘南情死行（改題）         | 2022年1月16日  | 双葉社         | 短編集「湘南情死行」「恋と復讐の徳島線」「死への週末列車」「愛と孤独の宗谷本線」「青に染まった死体」                                                                      |  |
| 436      | 十津川警部捜査行 愛と幻影の谷川特急         | 2008年5月25日  | 実業之日本社   | 短編集「鬼怒川心中事件」「死を運ぶ特急「谷川5号」」「恋と幻想の上越線」「ATC作動せず」「死への近道列車」                                                                  |  |
| 437      | 十津川警部 アキバ戦争                       | 2008年5月31日  | 徳間書店       | |  |
| 438      | 近鉄特急 伊勢志摩ライナーの罠               | 2008年9月10日  | 祥伝社         | |  |
| 439      | 十津川警部 裏切りの街 東京                  | 2008年9月30日  | 徳間書店       | 短編集「特別室の秘密」「一日遅れのバースディ」「野良猫殺人事件」「死体の値段」「死が乗り入れて来る」                                                                      |  |
| 440      | 十津川警部 トリアージ 生死を分けた石見銀山  | 2008年10月6日  | 講談社         | |  |
| 441      | 十津川警部捜査行 愛と殺意の伊豆踊り子ライン | 2008年11月25日 | 実業之日本社   | 短編集「午後の悪魔」「二階座席の女」「偽りの季節 伊豆長岡温泉」「会津若松からの死の便り」                                                                                 |  |
| 442      | 殺人者は西に向かう                          | 2008年12月5日  | 角川書店       | |  |
| 443      | 東京上空500メートルの罠                     | 2008年12月29日 | 双葉社         | |  |
| 444      | 伊勢路殺人事件                              | 2008年12月31日 | 徳間書店       | |  |
| 445      | 宮島・伝説の愛と死                          | 2009年1月20日  | 新潮社         | |  |
| 446      | 伊豆急「リゾート21」の証人                  | 2009年1月25日  | 実業之日本社   | |  |
| 447      | 妖異川中島                                  | 2009年2月15日  | 文藝春秋       | |  |
| 448      | 吉備 古代の呪い                             | 2009年2月25日  | 中央公論新社   | |  |
| 449      | 悲運の皇子と若き天才の死                    | 2009年3月5日   | 講談社         | |  |
| 450      | 十津川警部 修善寺わが愛と死                 | 2009年3月10日  | 集英社         | |  |
| 451      | 南紀オーシャンアロー号の謎                  | 2009年4月19日  | 双葉社         | |  |
| 452      | つばさ111号の殺人                           | 2009年4月25日  | 光文社         | |  |
| 453      | 十津川警部捜査行 東海特急殺しのダイヤ       | 2009年5月25日  | 実業之日本社   | 短編集「愛と死の飯田線」「見知らぬ時刻表」「幻の特急を見た」「イベント列車を狙え」「恨みの浜松防風林」                                                                    |  |
| 454      | 十津川警部 欲望の街 東京                    | 2009年5月31日  | 徳間書店       | 短編集「十津川警部の苦悩」「タイムカプセル奪取計画」「心中プラス1」「予告されていた殺人」                                                                                 |  |
| 455      | 中央線に乗っていた男                        | 2009年6月30日  | 角川書店       | 短編集「中央線に乗っていた男」「遠野の愛と死」「配達するのは死」「恨みの箱根芦ノ湖」「君は機関車を見たか」                                                                |  |
| 456      | 十津川班捜査行 わが愛 知床に消えた女        | 2009年7月20日  | 祥伝社         | 短編集「わが愛 知床に消えた女」「愛と殺意の中央本線」「復讐のスイッチ・バック」「愛と死 草津温泉」                                                                        |  |
| 457      | 十津川警部捜査行 外国人墓地を見て死ね       | 2009年9月10日  | 祥伝社         | |  |
| 458      | 十津川警部 西伊豆変死事件                   | 2009年10月6日  | 講談社         | |  |
| 459      | 十津川警部 南紀・陽光の下の死者             | 2009年10月21日 | 小学館         | |  |
| 460      | 死のスケジュール 天城峠                     | 2009年11月30日 | 角川書店       | |  |
| 461      | 鎌倉江ノ電殺人事件                          | 2009年12月31日 | 徳間書店       | |  |

### 2010年代
| 刊 行 順 | 書名                                                       | 初版発行日     | 出版社       | 備考 |
| -------- | ---------------------------------------------------------- | -------------- | ------------ | --- |
| 462      | 岐阜羽島駅25時                                             | 2010年1月20日  | 新潮社       | |
| 463      | 富士急行の女性客                                           | 2010年1月20日  | 光文社       | |
| 464      | 十津川警部 あの日、東海道で                                | 2010年1月25日  | 実業之日本社 | |
| 465      | 十津川警部 謎と裏切りの東海道 徳川家康を殺した男           | 2010年2月11日  | 文藝春秋     | |
| 466      | 十津川警部 長良川心中                                      | 2010年2月25日  | 中央公論新社 | |
| 467      | 十津川警部 愛と祈りのJR身延線                              | 2010年3月10日  | 集英社       | |
| 468      | 京都駅0番ホームの危険な乗客たち                            | 2010年3月31日  | 角川書店     | |
| 469      | 銚子電鉄六・四キロの追跡                                   | 2010年4月18日  | 双葉社       | |
| 470      | 隣り合わせの殺意                                           | 2010年4月30日  | 徳間書店     | 短編集「隣りの犯人」「奇妙なラブ・レター」「一千万円のアリバイ」「隣人愛」「雪は死の粧い」「血に飢えた獣」「三億円の悪夢」「夜の追跡者」                                             |
| 471      | 母の国から来た殺人者                                       | 2010年5月25日  | 実業之日本社 | |
| 472      | 十津川警部捜査行 宮古行「快速リアス」殺人事件              | 2010年6月20日  | 祥伝社       | 短編集「宮古行「快速リアス」殺人事件」「小さな駅の大きな事件」「殺意の「函館本線」」「殺意を運ぶあじさい電車」                                                                       |
| 473      | 一億二千万の殺意                                           | 2010年7月31日  | 徳間書店     | 短編集「母親」「見舞の人」「落し穴」「九時三十分の殺人」「二十三年目の夏」「海辺の悲劇」「優しい悪魔たち」「十津川警部の孤独な捜査」                                                 |
| 474      | 生死を分ける転車台 天竜浜名湖鉄道の殺意                    | 2010年9月10日  | 祥伝社       | |
| 475      | 幻想の夏                                                   | 2010年9月30日  | 徳間書店     | 短編集「幻想の夏」「カードの城」「スプリング・ボード」「素晴らしき天」「わが心のサンクチュアリ」「刑事」                                                                             |
| 476      | 十津川警部 君は、あのSLを見たか                            | 2010年10月6日  | 講談社       | |
| 477      | 無縁社会からの脱出 北へ帰る列車                            | 2010年11月30日 | 角川書店     | |
| 478      | 十津川警部 鹿島臨海鉄道殺人ルート                          | 2010年12月15日 | 小学館       | |
| 479      | 伊良湖岬 プラスワンの犯罪                                  | 2010年12月31日 | 徳間書店     | |
| 480      | 十津川警部 赤と白のメロディ                                | 2011年1月20日  | 実業之日本社 | |
| 481      | 新神戸 愛と野望の殺人                                      | 2011年1月21日  | 新潮社       | |
| 482      | 十津川警部 京都から愛をこめて                              | 2011年2月16日  | 文藝春秋     | |
| 483      | 神戸25メートルの絶望                                       | 2011年2月25日  | 中央公論新社 | |
| 484      | 十津川警部 飯田線・愛と死の旋律（メロディ）                | 2011年3月4日   | 集英社       | |
| 485      | 十津川警部捜査行 殺意を運ぶリゾート特急                    | 2011年3月10日  | 実業之日本社 | 短編集 「蔵王霧の中の殺人」「恐怖の湖 富士西湖」「北への危険な旅」「十津川警部の休暇」「殺しの風が南へ向う」                                                                         |
| 486      | 京都嵐電殺人事件                                           | 2011年3月18日  | 光文社       | |
| 487      | 特急街道の殺人                                             | 2011年4月15日  | 双葉社       | |
| 488      | 十津川警部捜査行 カシオペアスイートの客                    | 2011年5月27日  | 祥伝社       | 短編集 「カシオペアスイートの客」「禁じられた「北斗星5号」」「最果てのブルートレイン」「北の廃駅で死んだ女」                                                                         |
| 489      | 十津川警部 出雲 殺意の一畑電車                             | 2011年6月17日  | 双葉社       | |
| 490      | 急行アルプス殺人事件                                       | 2011年7月23日  | 角川書店     | 短編集「あずさ3号殺人事件」「急行アルプス殺人事件」「幻想と死の信越本線」「内房線で出会った女 ――さざなみ7号」                                                                        |
| 491      | 十津川警部捜査行 SL「貴婦人号」の犯罪                      | 2011年9月10日  | 祥伝社       | |
| 492      | 十津川警部 箱根バイパスの罠                                | 2011年10月5日  | 講談社       | |
| 493      | 東京ミステリー                                             | 2011年11月30日 | 角川書店     | |
| 494      | 帰らざる街、小樽よ                                         | 2011年12月10日 | 実業之日本社 | |
| 495      | 篠ノ井線・姨捨駅 スイッチバックで殺せ                      | 2011年12月31日 | 徳間書店     | |
| 496      | 寝台特急「サンライズ出雲」の殺意                           | 2012年1月20日  | 新潮社       | |
| 497      | 十津川警部 西武新宿線の死角                                | 2012年1月25日  | 実業之日本社 | |
| 498      | 十津川警部 陰謀は時を超えて リニア新幹線と世界遺産         | 2012年2月10日  | 文藝春秋     | |
| 499      | 赤穂バイパス線の死角                                       | 2012年2月25日  | 中央公論新社 | |
| 499      | 十津川警部 赤穂・忠臣蔵の殺意（改題）                      | 2020年10月1日  | 新潮社       | |
| 500      | 十津川警部秩父SL・三月二十七日の証言（アリバイ）           | 2012年3月10日  | 集英社       | |
| 501      | 特急ワイドビューひだに乗り損ねた男                         | 2012年3月20日  | 光文社       | |
| 502      | 十津川警部とたどる時刻表の旅                               | 2012年4月10日  | 角川学芸出版 | |
| 503      | 十津川警部捜査行 東海道殺人エクスプレス                    | 2012年4月20日  | 実業之日本社 | 短編集「運河の見える駅で」「死を呼ぶ身延線」「殺人は食堂車で」「長良川殺人事件」「十七年の空白」                                                                                     |
| 504      | 十津川警部 さらば越前海岸                                  | 2012年4月30日  | 小学館       | |
| 505      | 十津川直子の事件簿                                         | 2012年5月20日  | 祥伝社       | 短編集「百円貯金で殺人を」「特急あいづ殺人事件」「愛犬殺人事件」「夜行列車「日本海」の謎」                                                                                           |
| 506      | 殺しはトロッコ列車で                                       | 2012年5月20日  | 双葉社       | |
| 507      | 特急「ゆうづる3号」の証言                                  | 2012年7月25日  | 角川書店     | 短編集「特急「ゆうづる3号」の証言」「18時24分東京発の女」「日曜日には走らない」「首相暗殺計画」「寝台特急六分間の殺意」                                                              |
| 508      | 九州新幹線 マイナス1                                       | 2012年9月10日  | 祥伝社       | |
| 509      | 十津川警部とたどるローカル線の旅                           | 2012年9月10日  | 角川学芸出版 | |
| 510      | 十津川捜査班の「決断」                                     | 2012年9月10日  | 祥伝社       | 短編集「宮古行「快速リアス」殺人事件」「湘南情死行」「わが愛 知床に消えた女」「カシオペアスイートの客」                                                                              |
| 511      | 萩・津和野・山口殺人ライン 高杉晋作の幻想                  | 2012年9月30日  | 徳間書店     | |
| 512      | 十津川警部 猫と死体はタンゴ鉄道に乗って                    | 2012年10月3日  | 講談社       | |
| 513      | Mの秘密 東京・京都五一三・六キロの間                       | 2012年11月30日 | 角川書店     | |
| 514      | 火の国から愛と憎しみをこめて                               | 2012年12月31日 | 徳間書店     | |
| 515      | 十津川警部 わが屍に旗を立てよ                              | 2013年1月25日  | 実業之日本社 | |
| 516      | 南紀新宮・徐福伝説の殺人                                   | 2013年1月25日  | 新潮社       | |
| 517      | 十津川警部 消えたなでしこ                                  | 2013年2月15日  | 文藝春秋     | |
| 518      | さらば南紀の海よ                                           | 2013年2月25日  | 中央公論新社 | |
| 519      | 十津川警部 小浜線に椿咲く頃、貴女（あなた）は死んだ        | 2013年3月10日  | 集英社       | |
| 520      | 十津川警部とたどる寝台特急の旅                             | 2013年3月10日  | 角川学芸出版 | |
| 521      | 十津川警部 怪しい証言                                      | 2013年5月19日  | 祥伝社       | 短編集「一期一会の証言」「絵の中の殺人」「処刑のメッセージ」「事件の裏側」 |
| 522      | 十津川警部 古都千年の殺人                                  | 2013年5月20日  | 双葉社       | |
| 523      | 私が愛した高山本線                                         | 2013年6月10日  | 実業之日本社 | |
| 524      | 智頭急行のサムライ                                         | 2013年6月20日  | 光文社       | |
| 525      | 十津川警部 哀しみの吾妻線                                  | 2013年9月10日  | 祥伝社       | |
| 526      | 殺意を乗せて… 西村京太郎旅情ミステリー傑作選               | 2013年9月15日  | 徳間書店     | 短編集「挽歌をのせて」「愛の詩集」「脅迫者」「アカベ・伝説の島」「誘拐の季節」「危険な道づれ」「立春大吉」「われら若かりしとき」「祖谷渓の娘」「阿波おどりの季節」「若い南の海」     |
| 527      | 十津川警部 長野新幹線の奇妙な犯罪                          | 2013年10月7日  | 講談社       | |
| 528      | 刑事の肖像 西村京太郎警察小説傑作選                        | 2013年10月15日 | 徳間書店     | 短編集「夜の牙」「密告」「私を殺さないで」「アリバイ」「死を呼ぶトランク」「狙撃者の部屋」「若い愛の終り」                                                                           |
| 529      | 十津川警部 犯人は京阪宇治線に乗った                        | 2013年10月30日 | 小学館       | |
| 530      | 哀切の小海線                                               | 2013年11月28日 | 角川書店     | |
| 531      | 天国に近い死体 西村京太郎本格ミステリー傑作選              | 2013年12月15日 | 徳間書店     | 短編集「オートレック号の秘密」「謎の組写真」「超速球150キロの殺人」「トンネルに消えた…」「天国に近い死体」「三十億円の期待」「カーフェリーの女」「鳴門への旅」「グリーン車の楽しみ」 |
| 532      | 北軽井沢に消えた女 嬬恋とキャベツと死体                    | 2013年12月31日 | 徳間書店     | |
| 533      | 十津川警部 東北新幹線「はやぶさ」の客                      | 2014年1月20日  | 実業之日本社 | |
| 534      | 生死の分水嶺・陸羽東線                                     | 2014年1月20日  | 新潮社       | |
| 535      | 十津川警部 鳴子こけし殺人事件                              | 2014年2月25日  | 中央公論新社 | |
| 536      | 十津川警部 三陸鉄道 北の愛傷歌                             | 2014年3月10日  | 集英社       | |
| 537      | 十津川警部捜査行 北国の愛、北国の死                        | 2014年3月25日  | 実業之日本社 | 短編集「おおぞら3号殺人事件」「新婚旅行殺人事件」「恐怖の橋 つなぎ大橋」「快速列車「ムーンライト」の罠」                                                                             |
| 538      | 青森わが愛                                                 | 2014年4月25日  | 角川書店     | 短編集「青森わが愛」「北の空に殺意が走る」「余部橋梁310メートルの死」「恋と裏切りの山陰本線」「特急ひだ3号殺人事件」                                                                 |
| 539      | 東京-神戸2時間50分 そして誰もいなくなる 十津川警部シリーズ | 2014年4月30日  | 文藝春秋     | |
| 539      | そして誰もいなくなる（改題）                               | 2016年12月10日 | 文藝春秋     | |
| 540      | 十津川と三人の男たち                                       | 2014年5月18日  | 双葉社       | |
| 541      | 十津川警部 悪女                                            | 2014年5月20日  | 祥伝社       | 短編集「だまし合い」「阿蘇幻死行」「白い罠」「鬼怒川心中事件」 |
| 542      | 殺人偏差値70                                               | 2014年5月25日  | 角川書店     | 短編集「受験地獄」「海の沈黙」「神話の殺人」「見事な被害者」「高級官僚を死に追いやった手」「秘密を売る男」「残酷な季節」「友よ、松江で」                                             |
| 543      | 新・東京駅殺人事件                                         | 2014年6月17日  | 光文社       | |
| 544      | 殺人へのミニ・トリップ                                     | 2014年8月29日  | 角川書店     | 短編集「信濃の死」「殺人へのミニ・トリップ」「愛と憎しみの高山本線」「特急しらさぎ殺人事件」                                                                                         |
| 545      | 十津川警部 七十年後の殺人                                  | 2014年9月10日  | 祥伝社       | |
| 546      | 沖縄から愛をこめて                                         | 2014年10月6日  | 講談社       | |
| 547      | 十津川警部 南風の中で眠れ                                  | 2014年10月14日 | 小学館       | |
| 548      | 十津川警部捜査行 日本縦断殺意の軌跡                        | 2014年11月15日 | 実業之日本社 | 短編集「北の空 悲しみの唄」「若い刑事への鎮魂歌（レクイエム）」「事件の裏で」「日高川殺人事件」「初夏の海に死ぬ」                                                                    |
| 549      | 郷里松島への長き旅路                                       | 2014年11月28日 | 角川書店     | |
| 550      | 北陸新幹線ダブルの日                                       | 2014年12月31日 | 徳間書店     | |
| 551      | 十津川警部 八月十四日夜の殺人                              | 2015年1月20日  | 実業之日本社 | |
| 552      | 暗号名は「金沢」 十津川警部「幻の歴史」に挑む              | 2015年1月20日  | 新潮社       | |
| 553      | 東京と金沢の間                                             | 2015年2月25日  | 中央公論新社 | |
| 553      | 東京-金沢69年目の殺人（改題）                              | 2017年11月25日 | 中公文庫     | |
| 554      | 十津川警部 特急「しまかぜ」で行く十五歳の伊勢神宮          | 2015年3月10日  | 集英社       | |
| 555      | 消えたトワイライトエクスプレス                             | 2015年3月31日  | 徳間書店     | |
| 556      | 「ななつ星」極秘作戦 十津川警部シリーズ                    | 2015年4月10日  | 文藝春秋     | |
| 557      | 十津川警部捜査行 北の欲望 南の殺意                         | 2015年5月5日   | 実業之日本社 | 短編集「北の女が死んだ」「目撃者たち」「ある女への挽歌」「南紀 夏の終わりの殺人」 |
| 558      | 浜名湖 愛と歴史                                            | 2015年5月17日  | 双葉社       | |
| 559      | 十津川警部 裏切りの駅                                      | 2015年5月20日  | 祥伝社       | 短編集「姨捨駅の証人」「下呂温泉で死んだ女」「謎と憎悪の陸羽東線」「新幹線個室の客」                                                                                                 |
| 560      | 「ななつ星」一〇〇五番目の乗客                             | 2015年6月20日  | 光文社       | |
| 561      | 人生は愛と友情と、そして裏切りとでできている               | 2015年7月30日  | サンポスト   | |
| 562      | 十津川警部 絹の遺産と上信電鉄                              | 2015年9月2日   | 祥伝社       | |
| 563      | エンドレスナイト殺人事件                                   | 2015年9月8日   | 徳間書店     | 短編集「高原鉄道殺人事件」「愛と死の甘き香り」「タレントの城」「夜の脅迫者」「歌を忘れたカナリヤは」「エンドレスナイト殺人事件」                                                     |
| 564      | 内房線の猫たち 異説里見八犬伝                              | 2015年10月7日  | 講談社       | |
| 565      | 十津川警部捜査行 車窓に流れる殺意の風景                    | 2015年10月29日 | 実業之日本社 | 短篇集「臨時特急を追え」「東京―旭川殺人ルート」「夜の殺人者」「越前殺意の岬」 |
| 566      | 房総の列車が停まった日                                     | 2015年11月28日 | KADOKAWA     | |
| 567      | 一九四四年の大震災――東海道本線、生死の境                   | 2015年12月2日  | 小学館       | |
| 568      | 無人駅と殺人と戦争                                         | 2015年12月8日  | 徳間書店     | |
| 569      | 十津川警部 北陸新幹線殺人事件                              | 2016年1月6日   | 実業之日本社 | |
| 570      | 神戸電鉄殺人事件                                           | 2016年1月22日  | 新潮社       | |
| 571      | 鳴門の渦潮を見ていた女                                     | 2016年2月25日  | 中央公論新社 | |
| 572      | 十津川警部 北陸新幹線「かがやき」の客たち                  | 2016年3月4日   | 集英社       | |
| 573      | 寝台特急に殺意をのせて                                     | 2016年3月9日   | 徳間書店     | 短編集「ゆうづる5号殺人事件」「謎と絶望の東北本線」「殺人は食堂車で」「関門三六〇〇メートル」「禁じられた「北斗星5号」」                                                             |
| 574      | 飛鳥IIの身代金                                             | 2016年4月8日   | 文藝春秋     | |
| 575      | 高山本線の昼と夜                                           | 2016年5月13日  | 双葉社       | |
| 576      | 飛鳥II SOS                                                 | 2016年6月15日  | 光文社       | |
| 577      | 十津川警部 日本周遊殺人事件〈世界遺産編〉                  | 2016年7月8日   | 徳間書店     | 短編集「死体は潮風に吹かれて」「死を運ぶ特急「谷川5号」」 「偽りの季節 伊豆長岡温泉」「死を呼ぶ身延線」 「雪の石塀小路に死ぬ」                                                       |
| 578      | 十津川警部 わが愛する犬吠の海                              | 2016年9月14日  | 祥伝社       | |
| 579      | 十津川警部 愛と絶望の台湾新幹線                            | 2016年10月5日  | 講談社       | |
| 580      | 十津川警部 姨捨駅の証人                                    | 2016年10月20日 | 祥伝社       | 短編集「一期一会の証言」「百円貯金で殺人を」「だまし合い」「姨捨駅の証人」 |
| 581      | レールを渡る殺意の風                                       | 2016年11月11日 | 徳間書店     | 短編集「日本海からの殺意の風」「寝台特急六分間の殺意」「特急「おき3号」殺人事件」「カシオペアスイートの客」                                                                          |
| 582      | 北海道新幹線殺人事件                                       | 2016年11月30日 | KADOKAWA     | |
| 583      | 空と陸と海を結ぶ境港                                       | 2016年12月9日  | 徳間書店     | |
| 584      | 二つ〈ダブル〉の首相暗殺計画                               | 2017年1月7日   | 実業之日本社 | |
| 585      | 琴電殺人事件                                               | 2017年1月20日  | 新潮社       | |
| 586      | 札沼線の愛と死 新十津川町を行く                            | 2017年2月17日  | 実業之日本社 | |
| 587      | わが愛する土佐くろしお鉄道                                 | 2017年2月20日  | 中央公論新社 | |
| 588      | 裏切りの中央本線                                           | 2017年3月2日   | KADOKAWA     | 短編集「裏切りの中央本線」「トレードは死」「幻の魚」「石垣殺人行」「水の上の殺人」「死への旅「奥羽本線」」                                                                           |
| 589      | 十津川警部 雪とタンチョウと釧網本線                        | 2017年3月3日   | 集英社       | |
| 590      | 現美新幹線殺人事件                                         | 2017年4月7日   | 文藝春秋     | |
| 591      | 十津川警部 高山本線の秘密                                  | 2017年4月14日  | 小学館       | |
| 592      | 仙石線殺人事件                                             | 2017年5月12日  | 双葉社       | |
| 593      | リゾートしらかみの犯罪                                     | 2017年6月16日  | 光文社       | |
| 594      | 日本遺産からの死の便り                                     | 2017年7月7日   | 徳間書店     | 短編集「恋と殺意ののと鉄道」（能登）「会津若松からの死の便り」（会津若松）「潮風にのせた死の便り」（尾道）「四国情死行」(四国遍路)「十津川警部「いたち」を追う」（安来）             |
| 595      | 十五歳の戦争 陸軍幼年学校「最後の生徒」                    | 2017年8月9日   | 小学館       | 自伝 |
| 596      | 十津川警部 予土線に殺意が走る                              | 2017年9月13日  | 祥伝社       | |
| 597      | 十津川警部 山手線の恋人                                    | 2017年10月4日  | 講談社       | |
| 598      | 青梅線レポートの謎                                         | 2017年11月29日 | KADOKAWA     | |
| 599      | 日本遺産殺人ルート                                         | 2017年11月30日 | KADOKAWA     | 短編集「裏磐梯殺人ルート」「快速列車「ムーンライト」の罠」 「倉敷から来た女」「十津川、民謡を唄う」 「行楽特急殺人事件」                                                             |
| 600      | 北のロマン 青い森鉄道線                                    | 2017年12月31日 | 徳間書店     | |
| 601      | 十津川警部 出雲伝説と木次線                                | 2018年1月15日  | 実業之日本社 | |
| 602      | 広島電鉄殺人事件                                           | 2018年1月20日  | 新潮社       | |
| 603      | 西から来た死体 錦川鉄道殺人事件                            | 2018年2月25日  | 中央公論新社 | |
| 604      | 十津川警部 九州観光列車の罠                                | 2018年3月10日  | 集英社       | |
| 605      | 日本遺産に消えた女                                         | 2018年3月31日  | 徳間書店     | 短編集「特急「にちりん」の殺意」「青に染まる死体 勝浦温泉」「最上川殺人事件」「阿波鳴門殺人事件」                                                                                    |
| 606      | 京都感傷旅行                                               | 2018年4月15日  | 文藝春秋     | |
| 607      | ストーブ列車殺人事件                                       | 2018年5月13日  | 双葉社       | |
| 608      | 能登花嫁列車殺人事件                                       | 2018年6月30日  | 光文社       | |
| 609      | 十津川警部 海の見える駅 愛ある伊予灘線                     | 2018年7月12日  | 小学館       | |
| 610      | 十津川警部 哀愁のミステリー・トレイン                      | 2018年8月8日   | 徳間書店     | 短編集「「雷鳥九号」殺人事件」「大垣行345M列車の殺意」「再婚旅行殺人事件」「恨みの陸中リアス線」                                                                                     |
| 611      | 十津川警部 長崎 路面電車と坂本龍馬                         | 2018年9月10日  | 祥伝社       | |
| 612      | 十津川警部 両国駅3番ホームの怪談                           | 2018年10月5日  | 講談社       | |
| 613      | 知覧と指宿枕崎線の間                                       | 2018年12月1日  | KADOKAWA     | |
| 614      | 平戸から来た男                                             | 2018年12月7日  | 徳間書店     | |
| 615      | 十津川警部 怒りと悲しみのしなの鉄道                        | 2019年1月11日  | 実業之日本社 | |
| 616      | 富山地方鉄道殺人事件                                       | 2019年1月22日  | 新潮社       | |
| 617      | えちごトキめき鉄道殺人事件                                 | 2019年2月20日  | 中央公論新社 | |
| 618      | 十津川警部 坂本龍馬と十津川郷士中井庄五郎                  | 2019年3月5日   | 集英社       | |
| 619      | 十津川警部 郷愁のミステリー・レイルロード                  | 2019年3月31日  | 徳間書店     | 短編集「愛と死の飯田線」「特急「あさま」が運ぶ殺意」「幻の特急を見た」「お座敷列車殺人事件」                                                                                         |
| 620      | 上野-会津 百五十年後の密約                                 | 2019年4月19日  | 文藝春秋     | |
| 621      | 十津川警部 スーパー北斗殺人事件                            | 2019年5月14日  | 双葉社       | |
| 622      | 十津川警部 追憶のミステリー・ルート                        | 2019年7月31日  | 徳間書店     | 短編集「伊豆下田で消えた友へ」「恐怖の海 東尋坊」「十津川警部 白浜へ飛ぶ」「箱根を越えた死」                                                                                         |
| 623      | 阪急電鉄殺人事件                                           | 2019年10月10日 | 祥伝社       | |
| 624      | 飯田線・愛と殺人と                                         | 2019年10月30日 | 祥伝社       | |
| 625      | 十津川警部 仙山線〈秘境駅〉の少女                          | 2019年11月20日 | 小学館       | |
| 626      | 舞鶴の海を愛した男                                         | 2019年12月10日 | 徳間書店     | |

### 2020年代
| 刊 行 順 | 書名                                                      | 初版発行日     | 出版社       | 備考 |
| -------- | --------------------------------------------------------- | -------------- | ------------ | --- |
| 627      | 西日本鉄道殺人事件                                        | 2020年1月20日  | 新潮社       | |
| 628      | 十津川警部 殺意の交錯                                     | 2020年3月9日   | 徳間書店     | TOKUMA NOVELS 短編集「河津・天城連続殺人事件」「北陸の海に消えた女」「L特急やくも殺人事件」「阿蘇で死んだ刑事」             |
| 629      | 東京オリンピックの幻想                                    | 2020年4月8日   | 文藝春秋     | 文春ノベルス 十津川警部シリーズ                                                                                             |
| 630      | 呉・広島ダブル殺人事件                                    | 2020年5月14日  | 双葉社       | FUTABA NOVELS 十津川警部シリーズ                                                                                            |
| 631      | 魔界京都放浪記                                            | 2020年6月24日  | 光文社       | KAPPA NOVELS |
| 632      | 十津川警部 愛憎の行方                                     | 2020年7月9日   | 徳間書店     | TOKUMA NOVELS 短編集「山手線五・八キロの証言」「午後九時の目撃者」「愛と殺意の中央本線」「L特急踊り子号殺人事件」           |
| 633      | 私を愛して下さい                                          | 2020年10月5日  | 集英社       | 十津川警部シリーズ |
| 634      | 愛の伊予灘ものがたり 紫電改が飛んだ日                     | 2020年11月13日 | 実業之日本社 | JOY NOVELS |
| 635      | 近鉄特急殺人事件                                          | 2021年1月20日  | 新潮社       | |
| 636      | 十津川警部 疑惑の旅路                                     | 2021年2月12日  | 徳間書店     | TOKUMA NOVELS 短編集「「C62ニセコ」殺人事件」「十津川警部の標的」「十津川警部 みちのくで苦悩する」                          |
| 637      | 十津川警部 四国土讃線を旅する女と男                       | 2021年3月25日  | 小学館       | |
| 638      | 十津川警部、廃線に立つ                                    | 2021年3月30日  | KADOKAWA     | 短編集「神話の国の殺人」「EF63形機関車の証言」「青函連絡船から消えた」「北の廃駅で死んだ女」                                |
| 639      | 石北本線殺人の記憶                                        | 2021年4月15日  | 文藝春秋     | 十津川警部シリーズ |
| 640      | SL銀河よ飛べ!!                                            | 2021年5月19日  | 講談社       | 講談社NOVELS |
| 641      | 十津川警部 裏切りは鉄路の果てに                           | 2021年7月10日  | 徳間書店     | TOKUMA NOVELS 短編集「愛と死 草津温泉」「極楽行最終列車」「死への近道列車」「海を渡る殺意－特急しおかぜ殺人事件－」         |
| 642      | 伊豆箱根殺人回廊                                          | 2021年9月9日   | 祥伝社       | |
| 643      | 特急「志国土佐 時代（トキ）の夜明けのものがたり」での殺人 | 2021年10月19日 | 光文社       | |
| 644      | 十津川警部 特急リバティ会津111号のアリバイ                | 2021年11月11日 | 双葉社       | |
| 645      | 長野電鉄殺人事件                                          | 2021年12月10日 | 徳間書店     | |
| 646      | 土佐くろしお鉄道殺人事件                                  | 2022年1月19日  | 新潮社       | |
| 647      | 十津川警部 殺意は列車とともに                             | 2022年2月9日   | 徳間書店     | TOKUMA NOVELS 短編集 「東京―旭川殺人ルート」「とき403号で殺された男」「二階座席の女」「見知らぬ時刻表」                     |
| 648      | 十津川警部 哀悼の列車が走る                               | 2022年7月31日  | 徳間書店     | TOKUMA NOVELS 短編集 「殺しの風が南へ向う」「哀しみの余部鉄橋」「最終ひかり号の女」「北への危険な旅」「石勝高原の愛と殺意」 |
| 649      | SLやまぐち号殺人事件                                      | 2022年8月30日  | 文藝春秋     | 絶筆 |

## 西村京太郎 長編推理選集
|        | 初版発行日     | 出版社 | 収録作品                                               |
| ------ | -------------- | ------ | ------------------------------------------------------ |
| 第1巻  | 1987年2月20日  | 講談社 | 「四つの終止符」「天使の傷痕」                         |
| 第2巻  | 1987年12月20日 | 講談社 | 「ある朝 海に」「脱出」                                |
| 第3巻  | 1987年11月20日 | 講談社 | 「D機関情報」「発信人は死者」                          |
| 第4巻  | 1987年5月20日  | 講談社 | 「名探偵なんか怖くない」「名探偵に乾杯」               |
| 第5巻  | 1987年10月20日 | 講談社 | 「殺しの双曲線」「七人の証人」                         |
| 第6巻  | 1987年8月20日  | 講談社 | 「幻奇島」「奇女面殺人事件」                           |
| 第7巻  | 1988年1月20日  | 講談社 | 「太陽と砂」「炎の墓標」                               |
| 第8巻  | 1987年4月20日  | 講談社 | 「消えた乗組員」「消えたタンカー」                     |
| 第9巻  | 1987年9月20日  | 講談社 | 「華麗なる誘拐」「黙示録殺人事件」                     |
| 第10巻 | 1987年1月20日  | 講談社 | 「寝台特急殺人事件」「夜間飛行殺人事件」               |
| 第11巻 | 1986年11月20日 | 講談社 | 「終着駅殺人事件」「北帰行殺人事件」                   |
| 第12巻 | 1987年3月20日  | 講談社 | 「特急さくら殺人事件」「四国連絡特急殺人事件」         |
| 第13巻 | 1986年12月20日 | 講談社 | 「寝台特急「北陸」殺人事件」「ミステリー列車が消えた」 |
| 第14巻 | 1987年6月20日  | 講談社 | 「東京駅殺人事件」「上野駅殺人事件」                   |
| 第15巻 | 1987年7月20日  | 講談社 | 「オホーツク殺人ルート」「南紀殺人ルート」             |

## 十津川警部 日本縦断長篇ベスト選集
|    | 都道府県 | 初版発行日     | 出版社   | 収録作品                                              |
| -- | -------- | -------------- | -------- | ----------------------------------------------------- |
| 01 | 東京     | 2011年1月31日  | 徳間書店 | 「東京地下鉄殺人事件」                                |
| 02 | 北海道   | 2011年1月31日  | 徳間書店 | 「オホーツク殺人ルート」                              |
| 03 | 青森     | 2011年2月28日  | 徳間書店 | 「十和田南へ殺意の旅」                                |
| 04 | 鹿児島   | 2011年2月28日  | 徳間書店 | 「九州新幹線「つばめ」誘拐事件」                      |
| 05 | 沖縄     | 2011年3月31日  | 徳間書店 | 「十津川警部 海の挽歌」                               |
| 06 | 三重     | 2011年3月31日  | 徳間書店 | 「伊勢・志摩に消えた女」                              |
| 07 | 石川     | 2011年5月31日  | 徳間書店 | 「北能登殺人事件」                                    |
| 08 | 和歌山   | 2011年6月30日  | 徳間書店 | 「寝台特急「紀伊」殺人行」                            |
| 09 | 熊本     | 2011年7月31日  | 徳間書店 | 「阿蘇殺人ルート」                                    |
| 10 | 岐阜     | 2011年8月31日  | 徳間書店 | 「特急ワイドビューひだ殺人事件」                      |
| 11 | 愛媛     | 2011年9月30日  | 徳間書店 | 「特急しおかぜ殺人事件」                              |
| 12 | 長野     | 2011年10月31日 | 徳間書店 | 「志賀高原殺人事件」                                  |
| 13 | 宮崎     | 2011年11月30日 | 徳間書店 | 「下り特急「富士」殺人事件」                          |
| 14 | 富山     | 2012年1月31日  | 徳間書店 | 「怒りの北陸本線」                                    |
| 15 | 島根     | 2012年2月29日  | 徳間書店 | 「出雲 神々への愛と恐れ」                             |
| 16 | 静岡     | 2012年3月31日  | 徳間書店 | 「西伊豆 美しき殺意」                                 |
| 17 | 宮城     | 2012年3月31日  | 徳間書店 | 「松島・蔵王殺人事件」                                |
| 18 | 奈良     | 2012年5月31日  | 徳間書店 | 「明日香・幻想の殺人」                                |
| 19 | 山形     | 2012年6月30日  | 徳間書店 | 「みちのく殺意の旅」                                  |
| 20 | 福井     | 2012年7月31日  | 徳間書店 | 「スーパー雷鳥殺人事件」                              |
| 21 | 秋田     | 2012年8月31日  | 徳間書店 | 「日本海殺人ルート」                                  |
| 22 | 鳥取     | 2012年10月31日 | 徳間書店 | 「十津川警部 風の挽歌」                               |
| 23 | 福島     | 2012年11月30日 | 徳間書店 | 「会津高原殺人事件」                                  |
| 24 | 岩手     | 2013年4月30日  | 徳間書店 | 「津軽・陸中殺人ルート」                              |
| 25 | 福岡     | 2013年5月31日  | 徳間書店 | 「特急さくら殺人事件」                                |
| 26 | 新潟     | 2013年6月30日  | 徳間書店 | 「越後湯沢殺人事件」                                  |
| 27 | 佐賀     | 2013年7月31日  | 徳間書店 | 「寝台特急あかつき殺人事件」                          |
| 28 | 滋賀     | 2013年8月31日  | 徳間書店 | 「湖西線12×4の謎」                                    |
| 29 | 群馬     | 2013年9月30日  | 徳間書店 | 「十津川警部 殺しのトライアングル」                   |
| 30 | 兵庫     | 2013年10月31日 | 徳間書店 | 「城崎にて、殺人」                                    |
| 31 | 長崎     | 2013年11月30日 | 徳間書店 | 「雲仙・長崎殺意の旅」                                |
| 32 | 山梨     | 2014年1月31日  | 徳間書店 | 「特急「あずさ」殺人事件」                            |
| 33 | 栃木     | 2014年2月28日  | 徳間書店 | 「殺しのバンカーショット」                            |
| 34 | 大分     | 2014年3月31日  | 徳間書店 | 「別府・国東 殺意の旅」                               |
| 35 | 大阪     | 2014年4月9日   | 徳間書店 | 「超特急「つばめ号」殺人事件」                        |
| 36 | 岡山     | 2014年5月16日  | 徳間書店 | 「寝台特急「あさかぜ1号」殺人事件」                   |
| 37 | 千葉     | 2014年6月11日  | 徳間書店 | 「外房線 60秒の罠」                                   |
| 38 | 広島     | 2014年7月9日   | 徳間書店 | 「尾道・倉敷殺人ルート」                              |
| 39 | 香川     | 2014年8月8日   | 徳間書店 | 「夜行列車の女」                                      |
| 40 | 神奈川   | 2014年9月10日  | 徳間書店 | 「熱海・湯河原殺人事件」                              |
| 41 | 徳島     | 2014年10月8日  | 徳間書店 | 「十津川警部 四国お遍路殺人ゲーム」                   |
| 42 | 山口     | 2014年11月12日 | 徳間書店 | 「萩・津和野に消えた女」                              |
| 43 | 高知     | 2015年1月16日  | 徳間書店 | 「特急しまんと殺人事件」                              |
| 44 | 茨城     | 2015年2月10日  | 徳間書店 | 「十津川警部 鹿島臨海鉄道殺人ルート」                 |
| 45 | 愛知     | 2015年4月9日   | 徳間書店 | 「桜の下殺人事件」                                    |
| 46 | 埼玉     | 2015年5月19日  | 徳間書店 | 「十津川警部 秩父SL・三月二十七日の証言（アリバイ）」 |
| 47 | 京都     | 2015年6月9日   | 徳間書店 | 「臨時特急「京都号」殺人事件」                        |

## 小説以外の著作
|   | 書名                                    | 初版発行日    | 出版社       |
| - | --------------------------------------- | ------------- | ------------ |
| 1 | 十津川警部とたどる時刻表の旅            | 2012年4月10日 | 角川学芸出版 |
| 2 | 十津川警部とたどるローカル線の旅        | 2012年9月10日 | 角川学芸出版 |
| 3 | 十津川警部とたどる寝台特急の旅          | 2013年3月10日 | 角川学芸出版 |
| 4 | 十五歳の戦争 陸軍幼年学校「最後の生徒」 | 2017年8月9日  | 小学館       |